# Lilo & Stitch
Lilo & Stitch es una película animada de comedia dramática y ciencia ficción estrenada el 21 de junio de 2002. Pertenece al canon de producciones de Walt Disney Feature Animation y es la segunda de tres cintas realizadas en la extinta unidad del parque Disney-MGM Studios (ahora Disney's Hollywood Studios) en Orlando (Florida), después de Mulan y antes de Brother Bear. Su guion fue escrito por Chris Sanders y Dean DeBlois, quienes la dirigieron como debutantes, y está basada en una historia que Sanders pensó en publicar como libro infantil alrededor de 1985.
Ambientada en la isla de Kauai (en el archipiélago de Hawái), la historia gira en torno a dos personajes: Lilo Pelekai (con la voz de Daveigh Chase), una niña solitaria que vive bajo el cuidado de su hermana Nani (Tia Carrere) desde que sus padres murieron; y un extraterrestre llamado Experimento 626 (Sanders), quien es adoptado por Lilo en la Tierra y recibe el nombre de Stitch. Construido genéticamente para causar caos y destrucción, Stitch inicialmente usa a Lilo para esconderse de la Federación Galáctica, puesto que está prófugo del planeta Turo y es perseguido por su creador Jumba (David Ogden Stiers) y el agente Pleakley (Kevin McDonald), pero gradualmente desarrolla un vínculo emocional con la pequeña y empieza a reconsiderar su propósito como creación. Así, el tema central de la película es la familia; una que incluye a miembros por extensión, como lo promueve el concepto de ohana, en el cual Lilo es una firme creyente.
La idea original de Sanders pasó por varios cambios hasta llegar a su versión final; por ejemplo, la historia iba a desarrollarse en Kansas y el compañero de Stitch iba a ser un niño. Con un presupuesto de 80 millones USD (un proyecto más modesto que los anteriores del estudio), Lilo & Stitch tardó dos años y medio en producirse y marcó un retorno al pasado estético de Disney, al presentar fondos hechos con acuarela y diseños de personajes más suaves y redondos. Para el equipo de realizadores fue necesario viajar a la isla de Kauai y estudiar la cultura y los escenarios de ahí para trasladarlos fielmente a la animación. Por otro lado, la banda sonora incluye temas orquestales de Alan Silvestri y dos canciones originales de Mark Keali'i Ho'omalu, en las que participa el coro infantil de las escuelas Kamehameha de Hawái. También engloba siete temas de Elvis Presley: cinco en sus versiones originales y dos adaptados por otros artistas. La campaña promocional puso especial enfoque en presentar a Stitch como un personaje atípico de Disney, con avances que lo introducían al mundo de otros largometrajes célebres de la compañía, como The Little Mermaid y The Lion King.
Tras su lanzamiento, Lilo & Stitch gozó de una amplia aceptación en el ámbito crítico, según su índice aprobatorio de 87 % en el portal Rotten Tomatoes, donde el veredicto editorial la califica como atrevida, divertida y encantadora. Es uno de los filmes más exitosos de 2002, en virtud de haber recaudado 273 millones USD a nivel mundial, por lo que también representa un hito comercial del pos-renacimiento de Disney. En materia de premios y nominaciones, compitió por el Óscar de 2003 a la mejor película animada y por varios trofeos del Annie, uno de los cuales lo ganó Daveigh Chase por su interpretación de Lilo. Desde el lanzamiento del filme se creó una franquicia que ha abarcado múltiples medios, con una exitosa edición en DVD y VHS, videojuegos, atracciones en los parques de Disney y varias secuelas y adaptaciones, entre las cuales se incluye una serie de televisión que continúa las aventuras de los personajes (Lilo & Stitch: The Series) y una versión en imagen real estrenada en 2025.

## Trama

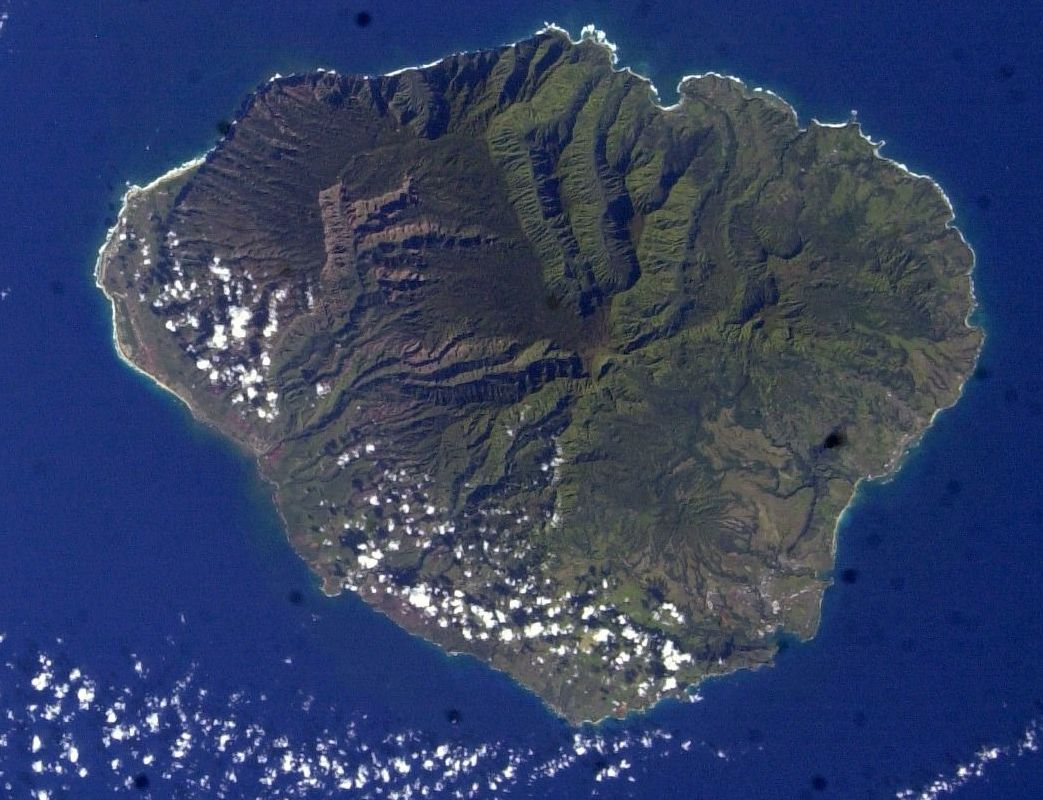
La película se desarrolla en la isla de Kauai.

En el planeta Turo, la Federación Galáctica encarcela al doctor Jumba Jookiba por haber creado a Experimento 626 mediante ingeniería genética ilegal. Esta criatura —agresiva, casi indestructible y con una extraordinaria capacidad de aprendizaje, hecha con el mero propósito de destruir— es sentenciada al exilio en un asteroide desierto, pero roba una nave durante su traslado y la choca en la isla de Kauai (en el archipiélago de Hawái), donde unos camioneros lo atropellan y lo llevan a un refugio de animales. La Gran Concejal de la Federación le ofrece a Jumba su liberación si logra capturar al experimento, lo que deberá conseguir con la ayuda del agente Pleakley, lo más cercano a un experto en la Tierra.
En Kauai, la joven Nani Pelekai lucha por cuidar a Lilo, su hermana menor, puesto que sus padres murieron en un accidente vehicular. Un día, el trabajador social Cobra Bubbles cuestiona la tutela de Nani y amenaza con poner a Lilo en el sistema de acogimiento familiar si sus condiciones de vida no mejoran pronto. Después de escuchar a Lilo rezar por tener un amigo (ya que no encaja entre las niñas de su edad), Nani permite que adopte un perro en un refugio de animales. Lilo se interesa por 626, quien oculta sus extraños apéndices para hacerse pasar por un perro. Pese a que Nani no lo ve como una mascota apropiada, Lilo lo adopta y lo llama Stitch. Esa noche, en el restaurante y luau donde Nani trabaja, Jumba y Pleakley se disfrazan de humanos e intentan capturar a Stitch, quien se defiende a mordidas y causa el despido de Nani. Al día siguiente, Bubbles reitera su advertencia y le dice a Nani que, en cuestión de tres días, debe encontrar un empleo y convertir a su mascota en un ciudadano modelo. Lilo se encarga de esto último, utilizando a Elvis Presley como referente, pero los daños que Stitch causa en el proceso arruinan siempre las posibilidades de que Nani consiga trabajo.

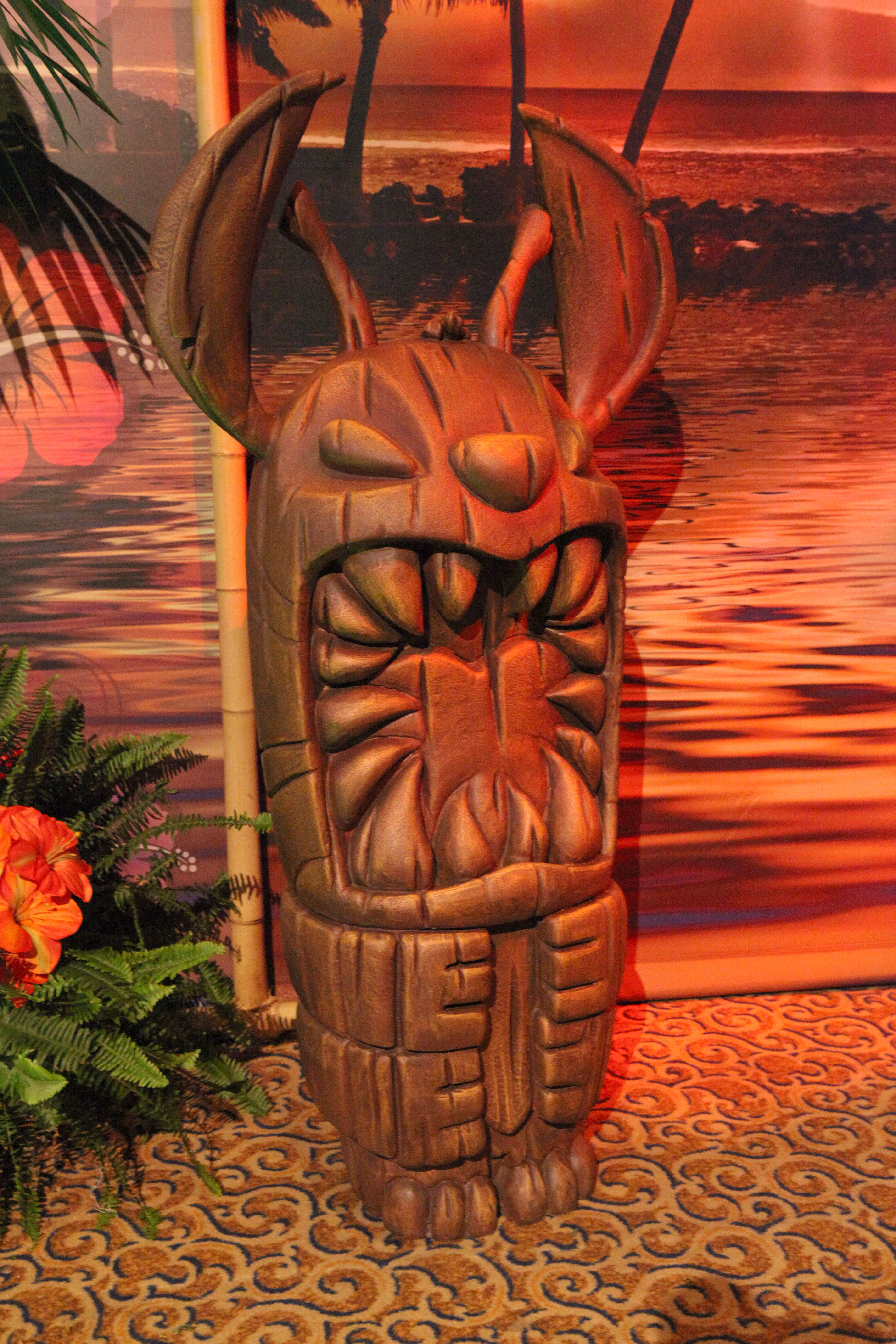
Tiki de Stitch.

David Kawena, el amigo y pretendiente de Nani, convence a las hermanas de ir a surfear para subirles el ánimo. Jumba intenta capturar a Stitch saliendo inadvertido del agua, de modo que Lilo sufre el riesgo de ahogarse. Aunque David se apresura a rescatarlos, Bubbles es testigo del incidente y anuncia que deberá llevarse a Lilo a la mañana siguiente. Bajo un sentimiento de culpa por los problemas que ha causado y con el repentino deseo de encontrar una familia (como en el cuento del Patito feo), Stitch huye y se pierde en el bosque. Por la mañana, la Gran Concejal despide a Jumba y Pleakley por haber sido incompetentes en su misión, la cual transfiere de inmediato al capitán Gantu. Aun con esto, Jumba se dispone a capturar a Stitch con métodos más directos, mientras que David informa a Nani sobre una nueva oportunidad de trabajo que debe aprovechar enseguida. En el bosque, Stitch se encuentra con Jumba y Pleakley, quienes lo persiguen hasta la casa de las hermanas Pelekai, donde Lilo ha quedado sin supervisión. El enfrentamiento entre creador y experimento culmina con una explosión que destruye todo el lugar. Nani percibe el caos y corre de regreso, solo para encontrar que Bubbles esta ahí para llevarse a Lilo.
Mientras Nani y Bubbles discuten, Lilo escapa y se topa con Stitch, quien decide revelarle su verdadera identidad. Justo entonces, el capitán Gantu los captura y se los lleva en su nave espacial. Aunque Stitch logra escapar sin que Gantu se percate, ahora debe rescatar a Lilo. Tras presenciar el secuestro de su hermana, Nani encara a Jumba y a Pleakley y les exige que la traigan de vuelta, pero estos insisten en que solo vinieron a cumplir su deber. Al ver a Nani afligirse, Stitch se acerca para recordarle el significado de ohana, un concepto que aprendió de Lilo. Luego, convence a Jumba de usar su nave espacial para ir detrás de Gantu, lo que da lugar a varias secuencias de acción y al posterior rescate de la pequeña. En la costa, la Gran Concejal llega para interceptar a Stitch, pero se da cuenta de que este ahora muestra respeto y compasión. Dado que Lilo lo adoptó bajo un protocolo legal en la Tierra, la Gran Concejal permite que se quede a vivir con ella y declara que la familia Pelekai quedará bajo la protección de la Federación Galáctica. Tras esto, el capitań Gantu es destituido y Bubbles menciona que ya había tenido contacto con extraterrestres como miembro de la CIA en 1973. Jumba y Pleakley también se quedan a vivir con Lilo y Nani; en la última escena, todos ayudan a reconstruir la casa y viven una serie de momentos felices como una nueva familia.

## Temáticas
Lilo & Stitch es una historia sobre la familia que muestra cómo la benevolencia de Lilo logra cambiar la naturaleza destructiva de Stitch. Ella cree firmemente en el significado de ohana, un concepto hawaiano que engloba a la familia y la comunidad junto con la importancia de no olvidar o abandonar a ningún ser querido. Ohana también se entiende como lazos familiares extendidos o multigeneracionales que, en adición a los parientes de sangre, pueden incluir a forasteros o familiares por matrimonio o adopción. Este concepto hace hincapié en valores como la lealtad, el apoyo, la cooperación, la generosidad y la reciprocidad; kōkua y laulima, términos hawaianos que se refieren a ser solidario o colaborador, también tienen relación con ohana. Junto con «la noción de que la familia trasciende todas las culturas y geografías», la película también explora «las dificultades de la infancia y el trauma de ser diferente».
Peculiar y socialmente inadaptada, Lilo encuentra al compañero que había anhelado en Stitch, un alien que chocó su nave en la Tierra y cuyo subtexto representa la historia del Patito feo en su necesidad de formar parte de una familia. Antes de su exilio permanente del planeta Turo, Stitch no conoce el sentido de la pertenencia y tiene como único propósito ser un «maestro indestructible del caos» (lo que refleja con su indecencia, codicia y actitud de niño travieso), mas Lilo, con su «optimismo y esperanza innatos», es capaz de tolerar sus defectos y convencerlo de que destruir no es lo único que puede hacer, demostrando también que su programación no elimina el poder de tomar decisiones personales. Tal como ella, Stitch no tiene padres, pero el concepto de ohana promueve su integración incluso si proviene de otro planeta o si con ello altera la estructura convencional de la familia. Esto ocurre aun cuando revela que no es el perro que al principio aparentaba ser. El coescritor y codirector Dean DeBlois señaló:

Nos gustó el hecho de que Lilo es la constante en la película en torno a la cual suceden otras cosas. Ella sigue creyendo en ohana [porque] es eternamente indulgente y llena de amor. Solo quiere a alguien a quien dárselo. Cuando Stitch entra en su vida, los dos personajes se encuentran en un curso acelerado con el destino.

El vínculo entre niña y criatura se desarrolla hasta el punto en que Stitch logra «unir» (como parece presagiar el significado de su nombre) lo que Lilo llama su familia rota. Por medio de un diálogo cargado de tristeza, ella da a entender que sus padres fallecieron en un accidente vehicular («Estaba lloviendo. Fueron a dar una vuelta»), lo que se suma a su perfil de niña solitaria y con problemas que tiende a comportarse mal. En otra escena, Stitch desgarra un dibujo que ella había hecho para su «período azul», una referencia al conjunto de obras que denotan una época de profunda depresión en la vida de Pablo Picasso con el uso de melancólicos tonos azules. En su reseña de la película, el crítico de cine John Beifuss destacó:

Lilo no tiene amigos, debido a sus fantasías a veces mórbidas (pretende que su muñeca ha sido infectada por larvas de insectos), gustos excéntricos (es una fan acérrima de Elvis), creencias peculiares (atribuye a un pez el control del clima) y mal temperamento. En una escena, Lilo vuela hacia una chica que la insulta, mordiendo y golpeando. Este ataque de ira no es el comportamiento habitual de las niñas pequeñas en las películas de Disney, pero le da autenticidad a la caracterización y es conmovedor en cuanto a que permite a la audiencia saber que Lilo no solo está triste, sino que es una verdadera niña problemática.

El tema de la hermandad se explora en adición al argumento del alien, pues Lilo ha estado bajo el cuidado de su hermana Nani desde que sus padres murieron. La convivencia suele ser difícil; el dinero les falta, sus vidas carecen de orden y Nani lucha con asumir un rol parecido al de una madre. El trabajador social Cobra Bubbles las observa en sus peores momentos y cuestiona la tutela de Nani, por lo que amenaza con llevarse a Lilo para darle una mejor vida doméstica. Por consecuencia, ambas deben aprender a cuidarse entre sí y estrecharse como hermanas por medio de esta experiencia. Hasta puede inferirse que Nani supera un proceso de maduración al intentar criar a Lilo mientras soporta la pena de haber perdido sus padres, lo que demuestra que «su amor y dedicación para seguir siendo una familia son cruciales para la película», aunque sea a expensas de no tener una vida social normal como joven adulta. Las dificultades de este personaje también pueden verse como una exploración de las carencias socioeconómicas de los sistemas de acogimiento familiar en Estados Unidos, según lo plantea Jamie Kahn de la revista Far Out, pues Nani trabaja para mantener a Lilo sin recibir apoyo externo.
Lilo & Stitch, al igual que filmes como Monsters, Inc. o E.T. the Extra-Terrestrial, presenta a seres con cuerpos «anormales» o «indeseables» que se infiltran a un mundo que no es el suyo (en este caso, los álienes Stitch, Jumba y Pleakley). Sin embargo, estos «reflejan suficiente humanidad para ser identificables y accesibles para los niños», lo que puede crear «oportunidades fascinantes para preguntarnos como sociedad qué consideramos características humanizantes o deshumanizantes». Es así que «se replantea la normatividad y la existencia desde el paradigma de la alteridad», mediante la perspectiva satírica de personajes como Pleakley, quien cree que los humanos no son criaturas inteligentes, sino extremadamente simples y delicadas en el equilibrio natural. Fuera de esto, también evoca una alegoría de la identidad queer, puesto que en la Tierra se siente cómodo disfrazándose de mujer —con vestido, maquillaje, bolso y peluca—, aunque desde el principio se le llama por pronombres masculinos. Inclusive, al final se aprecia que el círculo cercano de Lilo se amplía con la «extravagante colección de personajes» que hay en la película; criaturas alienígenas que «son aceptadas por completo como parte de la familia de Lilo y que, por lo tanto, se normalizan en la trama».

## Reparto y personajes
La pequeña Daveigh Chase obtuvo el papel de Lilo en 1998, tras audicionar contra otras 150 candidatas (muchas de edad adulta). El animador Andreas Deja expresó que la razón de haberla escogido fue que ella «parecía atinarle a la correcta actitud emocional del personaje». Chase pasó tres años grabando sus diálogos de manera discontinua en Walt Disney World (Florida) y, para agosto de 2002, cuando se había estrenado la película, tenía doce años de edad. «Ellos [los directores Sanders y DeBlois] me explicaban la escena y yo le ponía la emoción y personalidad de esa escena a mi voz», comentó ese año. Cabe decir que, al tratarse de una actriz infantil, sus horas de trabajo estaban limitadas por la ley (hasta nueve horas y media por día), lo que le permitió alternar entre ser Lilo y cumplir sus deberes escolares dentro del estudio con un tutor.
Con el propósito de crear un «equivalente a Dumbo», se pretendía que Stitch emitiera una variedad de sonidos para expresarse, en lugar de pronunciar palabra alguna. Sin embargo, Sanders se dio cuenta de que algunos diálogos debían provenir de él, los cuales procuró mantener al mínimo, de modo que Stitch va aprendiendo algunas palabras en inglés y en las escenas finales comienza a decir oraciones completas. Sumado a esto, una de sus características es que puede comprender muchos de los idiomas y subdialectos que existen en la galaxia. Los directivos de Disney querían que un actor de renombre asumiera este papel (lo que, en teoría, habría sido beneficioso para promocionar la película), mas Sanders y DeBlois temían que resultara incómodo poner a alguien famoso a hacer «un montón de ruidos tontos», o incluso que esto conllevara a aumentar el número de líneas que ya habían escrito. En lugar de eso, DeBlois (cuyos aportes fueron sustanciales para darle personalidad a Stitch) sugirió que Sanders ocupara este rol con la misma voz que hacía para entrar en personaje al presentar los guiones gráficos y para molestar a otras personas por teléfono. Sanders se convirtió en el actor oficial del extraterrestre tras haberlo asumido en la pista de audio temporal que el personal del estudio grabó en la etapa temprana de producción, e incluso es quien le da voz en las versiones derivadas y en algunos juguetes.
Dos actores de ascendencia hawaiana prestaron sus voces para que la película diera una sensación de autenticidad local: Tia Carrere como Nani y Jason Scott Lee como David. De hecho, en ocasiones los personajes pasan de hablar el inglés común al pidgin hawaiano (una forma de inglés simplificado). Carrere le había sugerido esto a los directores, quienes accedían siempre y cuando el diálogo fuese comprensible. Un ejemplo está en la escena en que Nani dice las palabras «stupid head» de manera muy cercana a como lo pronunciaría un nativo de Hawái. Tras enterarse de que Disney estaba haciendo una película con esta ambientación, Carrere insistió en obtener alguno de los papeles, pues anteriormente había perdido el rol de Mulan en la película del mismo nombre. Pasó dos años grabando sus diálogos, entre Los Ángeles, París y Toronto. En la película, Nani canta una versión de «Aloha Oe» (un tema original de la reina Liliuokalani de Hawái) cuando quiere decirle a Lilo que pronto van a separarse; esto también fue una idea de Carrere, quien acudió a su abuela por teléfono para aprender la letra, pero se sintió decepcionada al descubrir que su versión no estaría incluida en el álbum de la película. Por otro lado, fue ella quien impulsó a Lee a dejar las islas y tomar el papel de David, al convencerlo de que el filme sería eterno y pasaría a la historia.
DeBlois y Chris Williams (dibujante de guiones gráficos) sugirieron a Kevin McDonald para el papel del agente Pleakley. McDonald era conocido por la telecomedia canadiense The Kids in the Hall y creía que darle voz a personajes de caricatura no era su verdadera vocación, pero aceptó audicionar para Lilo & Stitch. Grabó sus diálogos con un falsete agudo y en 2010 comentó: «La voz que hice es básicamente la misma que siempre hago, pero la actitud era lo que él [DeBlois] quería». David Ogden Stiers, un actor veterano que había grabado su voz para otras películas animadas de Disney (siendo esta la octava), recibió ayuda de un emigrante de Rusia para darle a Jumba un acento de ese país. Por otro lado, Cobra Bubbles tenía el perfil de un trabajador social tenso, nervioso y delgado, destinado al actor Jeff Goldblum, quien rechazó el papel. Dado que tal caracterización perecía no beneficiar la historia, Sanders y DeBlois reimaginaron a Bubbles hasta convertirlo en alguien intimidante —descrito por Sanders como «el Terminator de los trabajadores sociales»—, teniendo en mente al personaje que Ving Rhames había interpretado en Pulp Fiction. Rhames, impresionado por la calidad del guion, aceptó interpretar a Bubbles y grabó sus diálogos en Las Vegas, al mismo tiempo que filmaba la película Undisputed. «Ese fue realmente el único personaje que surgió en la película al tener la voz primero y luego construir alrededor de ello», dijo Sanders.
Los actores fueron filmados durante las sesiones de grabación para que los animadores los tomaran como referencia (a saber, Jumba a veces se mueve tal como lo hacía Ogden Stiers en la cabina). Por esto, Carrere comentó que Nani representa a las mujeres fuertes de Hawái —conocidas como tita en la jerga hawaiana—, mientras que McDonald observó que las arrugas en el rostro de Pleakley le dan una imagen muy parecida a la suya. Según Lee, el reparto solo recibó detalles muy esenciales a la hora de asumir sus papeles, puesto que los directores trataron el guion como algo altamente secreto, además de que nunca grabaron juntos ni convivieron entre sí sino hasta mucho tiempo después. Lilo & Stitch los presenta como los siguientes personajes:
- Daveigh Chase como Lilo Pelekai, una niña de seis años que sigue afligida por la muerte de sus padres.[60] Su nombre en hawaiano significa «perdida», en aparente relación con lo sola que se siente antes de conocer a Stitch, quien llega a su vida cuando ella le pide «un ángel» a lo que parecía una estrella fugaz.[nota 2][5] Es una gran fan de Elvis Presley, va a clases de hula y tiene el hábito de alimentar a los peces y delfines (en especial a Pudge, el pez al que atribuye el control del clima).[16][41][62]

- Chris Sanders como Experimento 626 (llamado Stitch en la Tierra), un poderoso experimento genético que está prófugo del planeta Turo y de la Federación Galáctica.[30] Sus características incluyen un fuerte impulso destructivo, sentidos superdesarrollados, una gran capacidad intelectual y un cuerpo casi indestructible, de pocas dimensiones y eficiente locomoción.[30] En la Tierra, Stitch se hace pasar por un perro y es adoptado por Lilo, a cuya vida solo trae destrucción hasta que la creencia en ohana logra transformarlo.[5][63]

- Tia Carrere como Nani Pelekai, la hermana de Lilo, de diecinueve años. Es quien tiene la custodia legal de la pequeña desde que sus padres murieron y debe trabajar para poder mantenerla. La cercanía de ambas se ve amenazada cuando Cobra Bubbles le da tres días a Nani para demostrar que es una tutora cualificada.[5][64]

- Jason Scott Lee como David Kawena, el amigo y pretendiente de Nani,[49] quien siempre está dispuesto a ayudarla a ella y a Lilo.[5][64] David da espectáculos como bailarín de fuego y fabrica sus propias tablas de surf.[39][64]

- David Ogden Stiers como el doctor Jumba Jookiba, el científico loco creador de Experimento 626, sentenciado a prisión en su planeta por experimentación genética ilegal.[65] La Federación Galáctica lo envía a la Tierra para capturar a la criatura a cambio de su propia libertad.[5]

- Kevin McDonald como el agente Pleakley, un álien especialista en la Tierra, designado a vigilar a Jumba en su misión de capturar a Experimento 626. Su conocimiento sobre este planeta proviene de su View-Master y lo considera una reserva natural para la conservación del mosquito.[5][60]

- Zoe Caldwell como la Gran Concejal de la Federación Galáctica, quien dicta que Experimento 626 viva su exilio en un asteroide desierto alejado del planeta Turo. Ella encomienda a Jumba y a Pleakley para su captura en la Tierra.[5]

- Kevin Michael Richardson como el capitán Gantu, el extraterrestre de veinte pies de altura que comandaba la patrulla espacial que debía llevar a Stitch a su lugar de exilio. Luego va a la Tierra para capturarlo de nuevo, lo que resulta en su encuentro con los otros personajes.[5][64]

- Ving Rhames como Cobra Bubbles, un trabajador social serio e imponente (parecido a un hombre de negro) que vigila el bienestar de Lilo y la tutela de Nani.[36][65]

- Además de ellos está Susan Hegarty como la dama del refugio de animales, Amy Hill como la señora Hasegawa y Kunewa Mook como el maestro de hula, aparte de haber sido el consejero cultural que ayudó con la representación de Hawái en el filme.[4][66]

### Doblaje al español
| Versión de España - Leire Martínez - Lilo Pelekai - Abrahan Aguilar - Stitch - Yolanda Mateos - Nani Pelekai - Claudi Domingo - David Kawena - Carlos Kaniowsky - Doctor Jumba Jookiba - Iván Muelas - Agente Pleakley - José María Ullod - Capitán Gantu - Victoria Angulo - Gran Concejal - Joan Crosas - Cobra Burbujas - Dirección de Alfredo Cernuda | Versión de México para Hispanoamérica - Anais Portillo - Lilo Pelekai - Raúl Aldana - Stitch - Claudia Garzón - Nani Pelekai - Noé Velázquez - David Kawena - Maynardo Zavala - Doctor Jumba Jookiba - Rubén Trujillo - Agente Pleakley - Gerardo Reyero - Capitán Gantu - Patricia Martínez - Gran Concejal - Rubén Moya - Cobra Bubbles - Dirección de Ricardo Tejedo |

## Producción

### Antecedentes y redacción del guion
Lilo & Stitch surgió en el marco de un recorte de costos en la unidad de Walt Disney Feature Animation, cuando Atlantis: The Lost Empire y The Emperor's New Groove —largometrajes recientes del estudio— habían sido menos rentables que sus antecesores The Lion King y Tarzan. Estos últimos dos, exponentes del renacimiento de Disney, habían tenido costos exorbitantes; Tarzan, en particular, fue una muestra de lo «hinchados» que se habían vuelto los presupuestos e incluso reflejaba un «proceso de producción indisciplinado». Sumado a esto, las ventas en el mercado del vídeo doméstico habían declinado y el estudio DreamWorks había tomado fuerza como el rival por tener a los animadores más talentosos. Por esto, Disney decidió que su siguiente lanzamiento debía costar aproximadamente la mitad que aquellos que le precedían, lo que significó disminuir su plantilla de empleados y reducirles el salario. Thomas S. Schumacher, el jefe de la unidad, había tenido esta tarea con cada película del estudio y aseguró que Tarzan habría sido un éxito aún más rentable si se le hubiese aplicado el nuevo modelo de producción: «Lo prometo, verías exactamente la misma película. Habría simplificado cosas que no puedes ver», comentó en 2002. La reducción de sueldos y empleados (de 2200 a 1100) no estuvo exenta de tensiones dentro de la unidad; más aún, algunos artistas dibujaron caricaturas de sus jefes en manifestación de su «moral herida». En tal contexto, Lilo & Stitch debía ser como Dumbo para la compañía: un filme igual de emotivo, pero menos caro de realizar, que su predecesor Pinocchio. Chris Sanders, quien recién había trabajado como codirector de historia en Mulan, notó que «cada filme que produjimos era más complejo y más caro que el anterior», por lo que abogó en favor de reducir los costos. Además, la experiencia con Mulan le hizo darse cuenta de que, mientras más grande fuese el círculo de escritores y directores, más lento se volvía el proceso creativo y de producción.
El germen de Lilo & Stitch fue un libro infantil que Sanders pensó en publicar alrededor de 1985. Su historia contenía el «prototipo» de Stitch, un alien que había estrellado su nave en la Tierra y se encontraba con un grupo de animales del bosque que insistían en excluirlo. En 1996, Schumacher invitó a Sanders a presentarle un proyecto nuevo al estudio, por lo que este decidió revivir su fallido libro infantil, el cual había considerado «demasiado intelectual» para desenvolverlo en unas pocas páginas. Su idea tomó otro curso cuando Schumacher comentó que el mundo animal ya resultaba muy ajeno para los humanos como para crear un contraste entre los seres del bosque y el extraterrestre. Bajo tal observación, Sanders transladó la historia a Kansas, donde un niño sería el nuevo compañero de la criatura. Este pequeño mutó en quien ahora es Lilo, ya que el desarrollo de Stitch —de una criatura destructiva a una más consciente de sí misma— requeriría una influencia femenina con la cual entrar en conflicto, mientras que un varón habría sido como un «camarada» que motivaría el mal comportamiento. Alrededor de ese tiempo le contó a Dean DeBlois (con quien unió esfuerzos para escribir el guion y dirigir la película) sobre la idea que estaba desarrollando; juntos decidieron que Hawái era el lugar ideal para el relato, en vista de su cualidad «exótica». Sanders, quien guardaba un mapa de las islas porque recientemente había estado ahí, consideraba que sus locaciones trasmitían cierta magia e intimidad.
DeBlois comentó que él y Sanders estaban cansados de los relatos épicos con grandes multitudes en pantalla, por lo que su guion debía tener un ámbito rural simple y hacer énfasis en unos pocos personajes. Ambos tenían el objeto de crear una historia sobre las «fragilidades humanas», en la que nadie fuese realmente malo o totalmente bueno en naturaleza, sino que lucha por ser una buena persona. La historia fue evolucionando a raíz de querer convertir a Stitch de villano a héroe, aunque por un tiempo no supieron cómo podían originar este arco de redención. Su viaje a Hawái con otros miembros de la producción (concretamente, a lugares de la isla de Kauai: Hanalei, Hanapepe, el Parque estatal Costa de Nā Pali, Princeville y la playa de Ke'e en Haena) les dio lo que necesitaban cuando notaron que la gente de ahí tenía una noción aún más amplia de lo que es la familia: una que se extiende más allá de los lazos sanguíneos y es llamada ohana. Esto potenció el concepto de que un alien sería igual de válido dentro de un núcleo humano, lo que también le daría a Stitch un amor capaz de cambiarlo. Comentó DeBlois: «Esperamos que todos aprendan que una familia es aquella que creas, no necesariamente en la que naces». Al mismo tiempo, las películas de Hayao Miyazaki —como Tonari no Totoro— fueron de inspiración para crear «relaciones realistas entre los personajes humanos» (en este caso, entre Nani y Lilo). La promesa del dúo a Disney fue entregar una película que no estuviese basada en algún relato clásico y que además siguiera el modelo de producción basado en el bajo coste (manteniendo un presupuesto menor a 100 millones USD), incluso dejar de lado las «maravillas tecnológicas» en favor de profundizar en quienes componen la historia. Ambos escribieron el guion sin necesidad de intermediarios y luego crearon los storyboards dentro de un acuerdo que Sanders llamó «libertad de historia», un proceso que les tomó un año.

### Diseño y animación
Con un presupuesto de 80 millones USD, Lilo & Stitch tardó dos años y medio en producirse en la unidad de Walt Disney Feature Animation montada en el parque Disney-MGM Studios de Orlando (Florida), con un equipo de animadores relativamente jóvenes que trabajaban fuera de la mira de los grandes ejecutivos de Disney. No fue hasta que sintieron que la película era «lo bastante fuerte» que dejaron que sus superiores vieran lo que habían logrado hasta entonces. Hablando en comparación con haber trabajado en Mulan, DeBlois enfatizó que «teníamos menos dinero para gastar, menos tiempo y un equipo más pequeño» para realizar este filme que combina visuales en 2D con algunos elementos en 3D (como cruceros espaciales, pistolas de rayos, tablas de surf y una nave nodriza). Siendo además el cuadragésimo primer largometraje de Walt Disney Feature Animation (y el segundo producido casi íntegramente en la unidad de Orlando, después de Mulan y antes de Brother Bear), Lilo & Stitch comprende un total de 850 000 dibujos, 1200 fondos en acuarela y 2.5 millones de piezas de arte, incluyendo una variedad de bocetos y diseños.
Sanders había presentado un pequeño libro de veintinueve páginas con dibujos en acuarela al proponer la versión primigenia de la película; al verlo, Schumacher dijo firmemente que quería que los personajes conservaran el estilo que tenían en esas ilustraciones. La artista Sue Nichols creó la guía Surfing the Sanders Style («Surfeando el estilo Sanders») para todos los animadores que participarían en la producción. Igualmente, se decidió que las acuarelas se usarían para retratar Hawái con exuberancia y «volúmenes de luz orgánicos». Disney había abandonado esta técnica en los años 1940, durante la época de Dumbo, puesto que era muy complicada de utilizar (por ejemplo, una mala pincelada podía arruinar una escena entera, ya que una vez que el lienzo se seca no se puede retocar). Así, la pintura acrílica y el gauche se habían vuelto los estándares en las películas de la compañía durante muchos años. El equipo de Orlando (que incluía al director de arte Ric Sluiter, al diseñador de producción Paul Felix y al supervisor de fondos Bob Stanton), pasó un año entero yendo a talleres formativos para perfeccionar su uso de las acuarelas. También consultaron al artista Maurice Noble (un veterano de Disney cuyos créditos se remontaban a la era de Snow White and the Seven Dwarfs), quien les dio consejos sobre cómo sacar el mayor provecho de los materiales más óptimos. Sluiter mencionó que los pintores de la película se habían vuelto tan buenos en el uso de las acuarelas que el proceso de producción se volvió más rápido de lo que habría sido trabajar con alguna sustancia opaca. Posteriormente, los fondos se escanearon y los toques finales se les dieron en la computadora.
En los diseños originales de Sanders, Stitch tenía un color verde y era muy distinto a su versión de la película, ya que lucía como una especie de tigre con alas de murciélago. Con el tiempo y mientras más se jugaba con las características del personaje, su color se inclinó más hacia la escala del gris y su imagen comenzó a asemejarse a la de un koala, hasta que finalmente obtuvo el tono azul que lo identifica. Sus ojos son completamente negros, pues sus pupilas abarcan todo el espacio, mas son capaces de transmitir emociones como lo hacen varios animales del mundo real que tienen el mismo efecto en su mirada. Esto también significaba que no podía rotar sus ojos, por lo que debía dirigir su vista con la cabeza completa. Algo que se mantuvo intacto en él fue la idea de que debía lucir extraño y monstruoso para quienes lo rodean (exceptuando a Lilo), pero a la vez ser capaz de hacerse pasar por un perro. Dicho de otra manera, debía caminar la delgada línea entre lucir lindo y moverse de maneras inquietantes —casi como un insecto—, algo que Sanders y DeBlois enfatizaron para Alex Kupershmidt, el animador supervisor de Stitch. De igual forma, al diseñar los personajes se tuvo en cuenta que no se podía exceder el presupuesto acordado, por lo que las vestimentas también se vieron sujetas a varias consideraciones. Por ejemplo, Nani iba a lucir un tankini durante una escena ambientada en la playa; se trata de un traje de baño que típicamente tiene muchas líneas delgadas de modo horizontal, por lo que animarlo habría sido una tarea muy laboriosa que consumiría recursos. Por lo tanto, Nani lleva un traje de dos piezas con tres líneas azules horizontales en la escena terminada, una elección que Sanders describió como «satisfactoria y creíble».
En líneas generales, los personajes de Lilo & Stitch tienen aspectos suaves y redondos, reminiscentes de los diseños simples de Bambi y Dumbo, y la parte inferior de sus piernas y de sus brazos son más regordetas, «casi como si se derritieran», señaló el animador Ruben A. Aquino. Lilo y Nani están diseñadas para tener proporciones alejadas del canon estético femenino, con cuerpos más anchos, dedos gordos y narices chatas. Para darle exactitud a ciertas escenas, los animadores estudiaron los movimientos de expertos en la danza del hula y de los surfistas profesionales Kelly Slater y Malia Jones. Igualmente, el supervisor de efectos visuales Joseph Gilland grabó y estudió las rocas, los peñascos y el movimiento de las olas de las costas hawaianas, e incluso estas últimas fueron dibujadas con «simplicidad curvilínea» para apegarse al estilo de Sanders. Los elementos extraterrestres, como las armas y las naves espaciales, fueron diseñados para parecerse a especies marinas como la ballena, la mantarraya y el cangrejo. Al mismo tiempo que Lilo & Stitch estaba en etapa de desarrollo, el estudio Pixar realizaba con Disney el largometraje de animación por computadora Monsters, Inc., a raíz de lo cual Schumacher pidió que Pleakley (un personaje con un solo ojo) fuese alto y se diferenciara del personaje de Mike Wazowski (uno de los protagonistas de Monsters, Inc., también con un solo ojo). Inclusive, Jumba se parecía al villano Waternoose de esta otra película, dado que tenía cinco o seis ojos en su diseño original. Si bien estos estudios no tenían permitido mostrarse entre sí lo que estaban haciendo, DeBlois mencionó que el equipo de Monsters, Inc. les enseñó rápidamente un dibujo de Waternoose para pedirles que modificaran el diseño de Jumba, quien tiene cuatro ojos en su apariencia final.
El animador Andreas Deja fue uno de los miembros de la producción que acompañó a Sanders y Deblois en su viaje de investigación a Hawái. Él tuvo la tarea de animar a Lilo en muchas escenas como su animador supervisor (teniendo de experiencia a villanos como Jafar en Aladdin y Scar en The Lion King), lo que significó un desafío al tener que comprender las emociones de la pequeña para que su densidad como personaje se viese reflejada en sus movimientos. Una parte clave de esto fue estudiar la pista de audio de Daveigh Chase para establecer ciertos patrones en sus dibujos que fuesen consecuentes de lo que la actuación dictaba. Además, el animador debió asegurarse de preservar la esencia con la que Sanders había diseñado al personaje, basándose directamente en los guiones gráficos y en lo que decían los directores. También observó que, en comparación con otros protagónicos femeninos de Disney (como Cinderella o Pocahontas), Lilo podía tener expresiones más caricaturescas, a la vez que su riqueza en emociones abrían un campo más amplio para la exploración de su comportamiento. Así, la manera en que arregla delicadamente su cabello tras la oreja (un gesto típicamente femenino) generan una idea de los matices que se añadieron al considerar su estado emocional y su relación con otros personajes. Incluso después de ajustar algunas escenas, el equipo finalizó la película a tiempo y con suficiente presupuesto para crear un montaje adicional de dos minutos, en el que Lilo y Nani inician una nueva vida con su familia de extraterrestres.

### Proyecciones de prueba y escenas modificadas
| «Todas estas niñas entran para hacer el diálogo de las amigas de Lilo. En un momento dado, una de ellas dice: “Apuesto a que tienes rabia” [...] Y luego otra niña, porque era muy pequeña, dijo: “Si tienes rabia, el perrero tendrá que cortarte la cabeza”. Tuvimos que quitar las palabras “cortarte la cabeza”». —Chris Sanders. |

Antes de estrenar la película, Disney la sometió a varias proyecciones de prueba para obtener opiniones de la audiencia. Schumacher comentó que una de ellas arrojó que las madres odiaban a Stitch por su comportamiento «socialmente inaceptable», mientras que DeBlois señaló una escena en la que este dice palabras «tan despreciables» en su idioma extraterrestre que hace desmayar y vomitar a delegados de diferentes planetas. Más todavía, Sanders mencionó que la voz que hizo para el personaje fue «lo peor calificado de la película» las primeras veces que fueron retroalimentados por el público. Pese a ello, en lugar de cambiar la actitud de Stitch (quien también babea y escupe comida a medio masticar), se decidió usar los avances de la película para dar una idea del caos que es capaz de causar.
Una parte significativa de la historia se enfoca en la hermandad entre Nani y Lilo. Para DeBlois y Sanders era importante retratar sus discusiones de manera realista, especialmente en la escena en que hacen las paces a su manera mientras están en la habitación de Lilo. Sin embargo, recibieron quejas de la audiencia por la manera en que ambas se gritaban, sobre todo porque algunas personas lo confundían con una relación de madre e hija, lo que los obligó a dejar más claro el verdadero nexo que existe entre ambas. Para esto, utilizaron un truco que aprendieron del fallecido compositor Howard Ashman (célebre por sus contribuciones a las bandas sonoras de The Little Mermaid, Beauty and the Beast y Aladdin), que consistía en decir algo tres veces seguidas para asegurarse de que el público lo recordara durante el resto de la película. En su blog personal, Andreas Deja mencionó que esta escena era más larga en su versión original, pues mostraba a Lilo contándole a Nani la historia de un oso solitario llamado Toaster («Tostadora»), que en realidad trataba sobre ella misma.
En una caótica escena, Jumba disparaba su pistola repetidamente hacia Stitch, causando que las paredes de la casa se desintegren y el techo caiga mientras su objetivo se escabulle, para finalmente hacer explotar el lugar completo. Con tal de obtener la clasificación G de la Motion Picture Association (y así indicar que la película es apta para audiencias generales), esta escena tuvo que ser modificada y Jumba, en lugar de derrumbar el techo a tiros, le arroja platos. Aun con esto, la clasificación deseada no fue concedida, pero las imágenes originales no pudieron incluirse de vuelta por falta de tiempo. En cambio, Lilo & Stitch fue clasificada con PG (de «parental guide suggested», que recomienda que los niños más pequeños sean acompañados por un adulto) y DeBlois lamentó que terminaron con «tomas menos divertidas, menos interesantes y menos dinámicas». Roy E. Disney contó que la MPA también objetó contra la escena en que Lilo agrede a otra niña, algo que le molestó y le hizo sostener que «no sacaría eso por nada del mundo». Más adelante se ve cómo Nani golpea a Stitch con el retoño de una rama, justo después de escucharlo hablar; esta escena era diferente, puesto que Nani utilizaba un pedazo de madera al tener esa misma reacción.
La gran escena clímax, ya finalizada y a color, también fue alterada a raíz de los atentados terroristas del 11 de septiembre de 2001. Las imágenes originales mostraban a Stitch y compañía secuestrando un avión Boeing 747 de un aeropuerto para ir a salvar a Lilo del capitán Gantu —un momento que destacó como el más gracioso en las proyecciones de prueba—. En medio de esto se les veía pasar por el centro de Honolulu y el tren de aterrizaje rompía los cristales de un edificio, haciéndolos llover sobre las calles. Conmocionados por los atentados y con solo unas pocas semanas de producción por delante, el equipo de la película modificó la secuencia para que los personajes usaran la nave espacial de Jumba y Pleakley en lugar de un avión comercial. La ambientación también sufrió cambios para que volaran a través de cañones montañosos y así dichas imágenes dejaran de ser reminiscentes del 9/11. Según Sanders, la decisión de alterar la escena fue unánime y el proceso les tomo unas pocas semanas, dando como resultado algo muy parecido a la secuencia anterior. El artista Brian Jefcoat remodeló el avión Boeing 747 —uno de los pocos elementos en 3D de la película— hasta convertirlo en una nave extraterrestre, aunque los motores siguen siendo muy similares a los de la aeronave original.

## Banda sonora

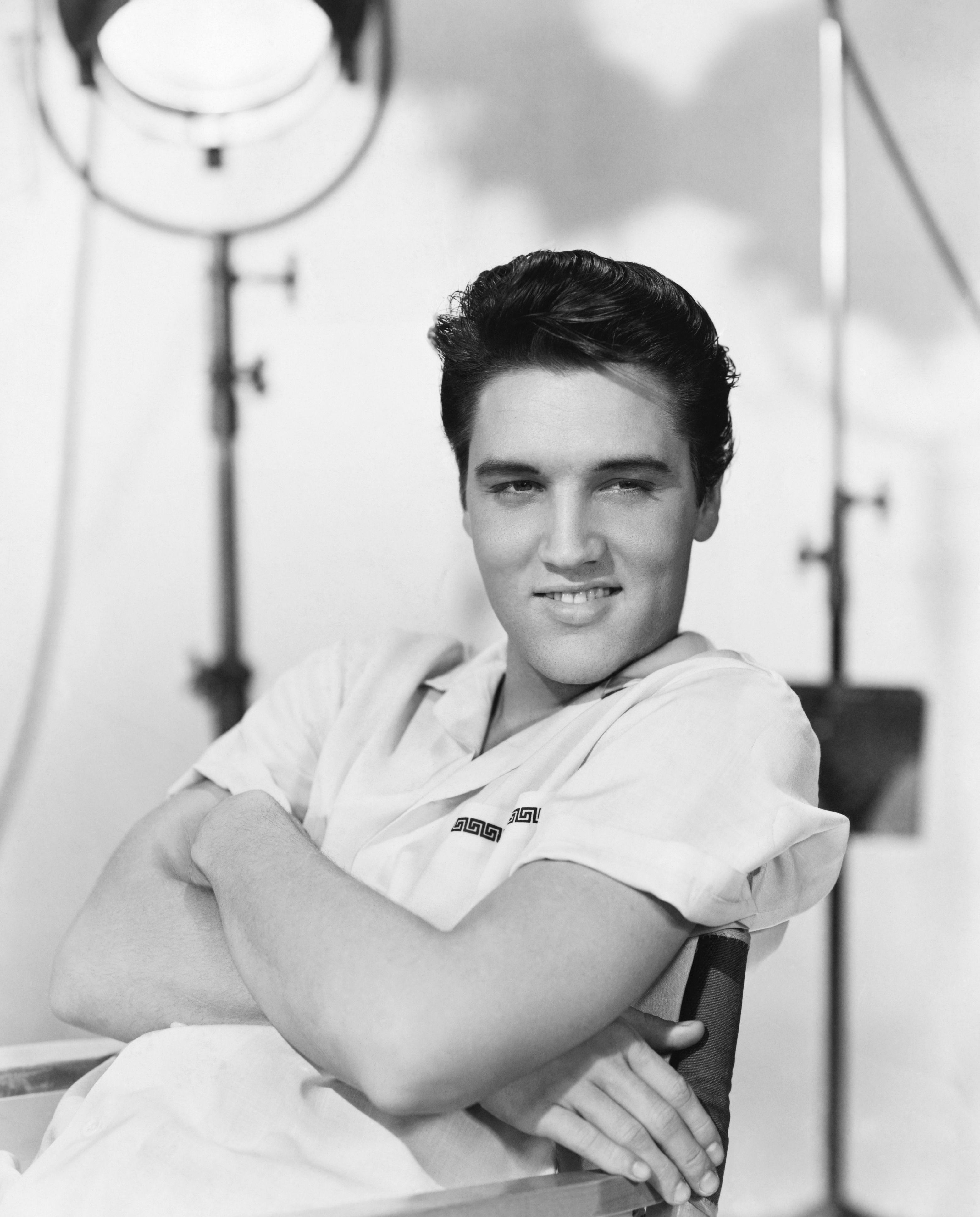
La banda sonora contiene siete canciones de Elvis Presley.

Disney's Lilo & Stitch es el álbum que recopila doce de los temas que hay en la película, nueve de los cuales son interpretados por diferentes artistas, mientras que el resto son extractos de la banda sonora orquestal compuesta por Alan Silvestri. El sello Walt Disney Records lo publicó el 4 de junio de 2002 —tanto en formatos físicos como en edición digital— y, según la revista Billboard, fue una de las bandas sonoras más vendidas en Estados Unidos tanto ese año (en el puesto diez) como en 2003 (en el puesto trece), con cifras que exceden el millón de copias. A raíz de eso, la Recording Industry Association of America (RIAA) le otorgó un disco de platino el 23 de junio de 2003.
La película contiene dos canciones originales compuestas por Mark Keali'i Ho'omalu (un músico nativo de Hawái) en colaboración con Silvestri. Estas son «Hawaiian Roller Coaster Ride» y «He Mele No Lilo», que fueron grabadas en diciembre de 2001 y en las que Ho'omalu canta con el coro infantil de las escuelas Kamehameha de Hawái. Se hicieron audiciones para seleccionar a cuarenta de los cien niños del coro para que participaran en las canciones, sin darles mayores detalles acerca de la película más que trataría sobre «una niña y su perro». Gradualmente, más detalles se les dieron a conocer, pero cada integrante debió mantener la partitura de las canciones en extremo secreto. Según Sanders, hubo un ambiente profundamente emotivo la primera vez que los niños y sus padres oyeron las primeras sesiones de grabación en un estudio de Honolulu.
«He Mele No Lilo» (el tema de apertura, cantado en hawaiano con un estilo tradicional de las islas) fue el primero en ensayarse con el coro, pero su grabación se pospuso en varias ocasiones. DeBlois comentó que algunas personas veían a Ho'omalu como un rebelde por su manera de alterar los esquemas de la música tradicional hawaiana, mientras que «para otros estaba trayéndola a una nueva generación». Silvestri tuvo en cuenta que la danza del hula es muy preciada en Hawái y quería que su valor tradicional se viera reflejado en sus composiciones. Diversas referencias obtenidas de una tienda de discos, así como el compañerismo con Ho'omalu (quien también era maestro de hula), definieron aspectos de la banda sonora. También se tuvo en mente que DeBlois y Sanders querían evitar los estereotipos de Hollywood en cuanto a la representación de esta danza, tanto en la manera en que se ejecuta como a través de la música. DeBlois comentó que Silvestri grabó a Ho'omalu «cantando estos antiguos y venerados cantos hawaianos, pero le puso música de tal modo que le brindó una amplitud y alcance sorprendentes, además de una calidad muy cinematográfica».
«Hawaiian Roller Coaster Ride» es la canción que acompaña la secuencia de surf de la película y también contiene letras en hawaiano. Ho'omalu la describió como un «canto de soul» de ritmo ascendente que le tomó 24 horas escribir. La RIAA certificó la venta de un millón de unidades de este tema en Estados Unidos al otorgarle un disco de platino el 17 de marzo de 2023. Por otro lado, siete canciones de Elvis Presley integran la banda sonora: «Stuck on You», «Suspicious Minds», «Heartbreak Hotel», «Devil in Disguise» y «Hound Dog» (todas en sus versiones originales cantadas por Presley), además de las adaptaciones cantadas por Wynonna Judd («Burning Love») y A-Teens («Can't Help Falling in Love»). Adicionalmente, las agrupaciones Café Quijano y Bandana interpretaron versiones en castellano de «Burning Love» y «Can't Help Falling in Love» (tituladas «Ardiente amor» y «Muero de amor por ti», respectivamente) que corresponden al doblaje español y mexicano de la película. «Baby You Belong» de Faith Hill, un tema sobre «vínculos familiares irremplazables», se utilizó como principal canción promocional en Japón.
Lilo & Stitch se estrenó a 25 años de la muerte de Presley y por primera vez una película incluía tal cantidad de sus temas desde que este estaba vivo. La idea de que Lilo es una gran fan de él se incluyó para hacerla diferente de otras niñas que escuchan música de moda, además de que obtiene cierto consuelo de oír los discos que le pertenecían a sus padres. Sanders aseguró que esto fue lo divertido de presentar el mundo a través de ella, puesto que todo lo idealiza al solo tener seis años de edad. Aunque él y DeBlois creyeron que las limitaciones presupuestales les impedirían usar estas canciones (algo en lo que no repararon hasta que habían convertido a Elvis en parte esencial de Lilo), el patrimonio del cantante, Graceland, terminó facilitando este proceso, puesto que las licencias se compartían entre diferentes dueños, e incluso permitió que una verdadera foto de él (del tiempo en que protagonizó Blue Hawaii) se yuxtapusiera en la animación. Sanders dijo: «Creo que estuvieron particularmente felices de que todas las imágenes que Lilo lleva por ahí son del Elvis hermoso». Asimismo, los cinco másteres de grabación fueron cortesía del sello RCA Records, cuyos directivos previeron que la película expondría la música de Presley ante una nueva generación.
Chris Pallant, en su libro Demystifying Disney: A History of Disney Feature Animation (2011), nota que Lilo & Stitch usa la música como una herramienta para progresar en la trama, aunque no con el método tradicional de Disney (hacer que los personajes canten sus pensamientos y emociones), sino como muchos filmes contemporáneos de imagen real: de forma extradiegética. Por ejemplo, «Stuck on You» acompaña un montaje de escenas en las que los personajes no son conscientes de que suena una canción, pero en otras ocasiones parecen anticipar el momento musical (como cuando Stitch toca el riff de «Burning Love» antes de que el tema en verdad comience). Pallant añade que esta manera de musicalizar la película, «además de marcar un cambio estructural, también refleja un deseo sinérgico de aumentar la rentabilidad al facilitar la participación de celebridades». No lejos de esto, Wynonna estuvo a cargo de promocionar la banda sonora en los programas de entrevistas, así como «Can't Help Falling in Love» de A-Teens contó con un video musical y con difusión a través de Disney Channel y Radio Disney.
Las canciones del álbum están organizadas de la siguiente manera:
| N.º   | Título                         | Intérprete                                                  | Duración |  |
| 1.    | «Hawaiian Roller Coaster Ride» | Mark Keali'i Ho'Omalu & Kamehameha Schools Children's Choir | 03:28    |  |
| 2.    | «Stuck on You»                 | Elvis Presley                                               | 02:25    |  |
| 3.    | «Burning Love»                 | Wynonna                                                     | 03:10    |  |
| 4.    | «Suspicious Minds»             | Elvis Presley                                               | 03:23    |  |
| 5.    | «Heartbreak Hotel»             | Elvis Presley                                               | 02:13    |  |
| 6.    | «Devil in Disguise»            | Elvis Presley                                               | 02:30    |  |
| 7.    | «He Mele No Lilo»              | Mark Keali'i Ho'Omalu & Kamehameha Schools Children's Choir | 02:28    |  |
| 8.    | «Hound Dog»                    | Elvis Presley                                               | 02:27    |  |
| 9.    | «Can't Help Falling in Love»   | A-Teens                                                     | 03:07    |  |
| 10.   | «Stitch to the Rescue»         | Compuesta por Alan Silvestri                                | 05:57    |  |
| 11.   | «You Can Never Belong»         | Compuesta por Alan Silvestri                                | 03:56    |  |
| 12.   | «I'm Lost»                     | Compuesta por Alan Silvestri                                | 04:43    |  |
| 39:47 |                                |                                                             |          |  |

## Promoción

### Avances
Sanders y DeBlois rechazaron el primer avance promocional de la película, porque hacía pensar que el argumento era demasiado simple e infantil. Por otro lado, filmes como Shrek habían presentado un humor más cínico y se habían burlado de las convenciones en sus campañas promocionales, algo que cada vez se hacía más común en la animación occidental. En este contexto se ideó una estrategia nueva para Lilo & Stitch, mientras el equipo conversaba sobre lo diferente que Stitch luce en comparación con otros personajes heroicos de Disney. La idea consistía en convertirlo en el centro del márquetin de la película e introducirlo al mundo de otros largometrajes animados de la compañía. Así, DeBlois y Sanders obtuvieron el permiso para producir los «Inter-Stitch-Als» (un juego de la palabras entre «Stitch» e «intersticiales»), cuatro avances en los que el pequeño extraterrestre irrumpe en escenas célebres de Aladdin, Beauty and the Beast, The Little Mermaid y The Lion King. Los directores trabajaron con material original de estas películas e incluso regrabaron las voces de Paige O'Hara (Belle) y Scott Weinger (Aladdin).
La estrategia estaba hecha para atraer a las personas que estaban familiarizadas con el canon animado de Disney —fuesen fanes de este o no— y hacerlas testigos del espíritu anárquico de Stitch, también en vista de que Atlantis: The Lost Empire contenía personajes totalmente nuevos y solo generó 84 millones USD en su mercado principal. En la escena de The Lion King, Rafiki alza a Stitch en el aire en lugar del cachorro Simba, a lo que el resto de los animales reaccionan huyendo asustados. En la escena correspondiente a Aladdin, Jasmin abandona a su amado en la alfombra voladora para irse con Stitch en su nave, mientras que en Beauty and The Beast, el pequeño azul hace caer el candelabro durante la famosa escena de baile en el salón. Por último, en The Little Mermaid, Ariel está posada en una roca y a punto de alcanzar el clímax de su canción cuando Stitch la interrumpe montando una ola. En el cartel que acompañó a la promoción, personajes como Pinocchio, Tinker Bell y el Genio de la lámpara miran al alien con expresiones adversas —como si fuese una oveja negra—, complementados por la leyenda «There's one in every family» («Hay uno en cada familia») para hacerlo lucir como un miembro consagrado del canon.
Por otro lado, Disney se asoció con Hawaiian, United y Japan Airlines para promocionar Lilo & Stitch con artículos alusivos y proyecciones de los avances durante los vuelos de estas aerolíneas. Contrario a la práctica común, el exterior de los aviones no fue rediseñado con imágenes referentes al filme. La compañía también se valió de sus canales de televisión para llegar a un público más amplio; por ejemplo, Disney Channel transmitió un episodio de su programa Movie Surfers titulado «Movie Surfers Go Inside Disney's Lilo & Stitch», mientras que ABC presentó varios segmentos de la película como parte de su programa antológico The Wonderful World of Disney. ABC Family y KITV presentaron Lilo & Stitch: Aloha From Hollywood, un especial conducido por Kelly Ripa en el que invitados como Wynonna Judd, A-Teens, Kelly Slater y Jessica Simpson hablaban sobre la película antes de pasar al «vistazo exclusivo». Esta estrategia no solo estaba hecha para aumentar la exposición a Lilo & Stitch (dada su competencia con otras películas destinadas a la familia), sino también porque los canales de ABC habían estado luchando por mantener altos sus índices de audiencia.

### Alianza HVCB-Disney
En mayo de 2002, la Oficina de Convenciones y Turismo de Hawái —o HVCB, sigla de Hawaii Visitors & Convention Bureau— buscó firmar un contrato con Disney para promover el turismo en Hawái en una promoción conjunta con Lilo & Stitch. La Autoridad de Turismo en Hawái —HTA, de Hawaii Tourism Authority—, el organismo que financiaba a la HVCB con dinero del Estado, empezó a investigar si esta posible asociación había empezado a negociarse antes de que cualquier gasto de dinero fuese aprobado (algo requerido para tratos de 500 000 USD o más), dado que el logo de la HVCB ya figuraba en el sitio web oficial de la película. Ante esto, el director ejecutivo de la HVCB, Tony Vericella, sostuvo que cualquier referencia a su entidad por parte de Disney había sido meramente un «acto de fe». Además de eso, aseguró que la HVCB ya tenía el dinero disponible en su presupuesto de 2002 para oportunidades de márquetin estratégico.
Tan solo la propuesta había generado cierta cantidad de críticas; en una reunión de la HTA llevada a cabo antes del estreno de la película, el consultor Frank Haas aseveró que «la HVCB debe ser más clara sobre cómo planea promover Hawái y sobre cómo gasta dinero». Judy Drosd de la Comisión de Cine de Kauai mencionó que este tipo de promoción cruzada era bastante común, como lo demostraba el sorteo que prometía un viaje al lugar donde se filmaron tres de las películas de la saga de Jurassic Park. Por otro lado, Lilo & Stitch podía verse como un verdero gancho turístico para más familias porque su historia ocurre explícitamente en Hawái. El trato de la HVCB con Disney (caracterizado como «el primer patrocinio global del estreno de una película») pudo materializarse y fue un «gran éxito», de acuerdo con Tim Ryan de Honolulu Star-Bulletin. Como parte de la alianza HVCB-Disney, el turismo en Hawái se promovió a través de mensajes sobre las islas en el DVD de Lilo & Stitch (con información cultural, histórica y turística comprendida en un capítulo de quince minutos titulado «Disneypedia: Hawái»), además de contenido web interactivo integrado a las plataformas de FamilyFun.com y Disney.go.com.
Se estimó que el primer año de la asociación costó 1.7 millones USD, de lo que habría sido un contrato de tres años por 3.9 millones. Sin embargo, la HTA cortó temprano la alianza en abril de 2003, cuando su presidente Mike McCartney aseguró que jamás se planeó continuar más allá del primer año y que Disney «fue un gran compañero durante ese tiempo». Por su lado, Ken Goldstein, el vicepresidente ejecutivo y director gerente de Disney Online, aseveró que Disney había cumplido su parte más allá de lo convenido en beneficio del turismo en Hawái y sin recibir lo equivalente en capital. Sus ejecutivos también mencionaron que la compañía tal vez nunca volvería a ofrecer a nadie un contrato similar. Para mayo de 2003, algunas páginas de Lilo & Stitch en Disney.go.com aún mostraban el logo de la HVCB con su eslogan «Hawái - Las islas de Aloha», aunque sin el hiperenlace a la organización.

### Productos y concursos

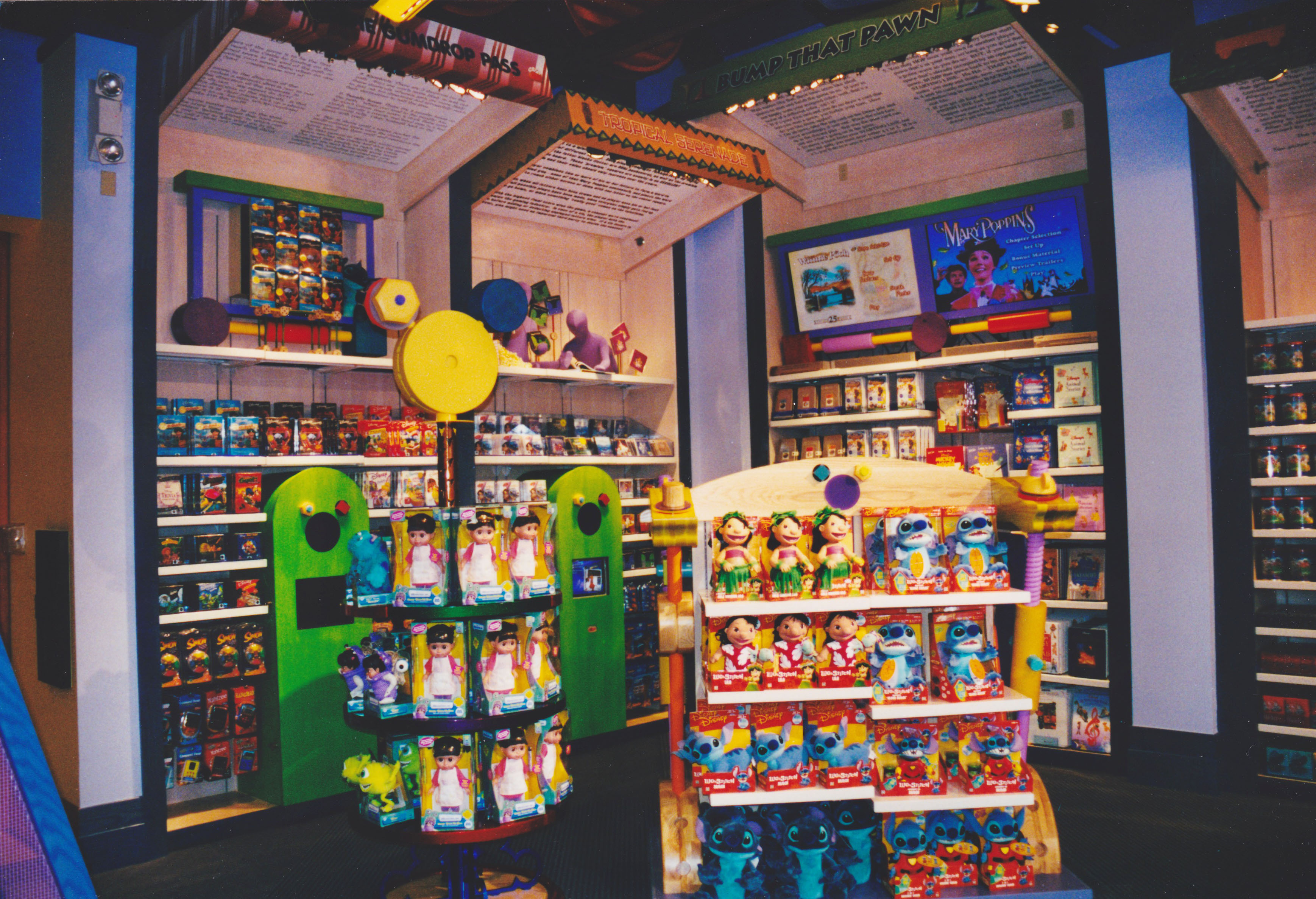
Mercancías de Lilo & Stitch en un almacén de Disney, c. agosto de 2002.

Varios productos basados en la película salieron al mercado alrededor de un mes antes del estreno, tales como camisas, tablas de surf inflables y palomitas para microondas. Muchos de estos podían adquirirse en los almacenes oficiales de Disney y en tiendas minoristas como las de Hilo Hattie en Hawái. La franquicia de restaurantes McDonald's se unió a este plan de márquetin al ofrecer juguetes de plástico referentes a Lilo & Stitch en sus menús infantiles o Happy Meals, una estrategia que había pautado con Disney desde julio de 2001, junto con su promoción para Treasure Planet. Hasbro esperó hasta la fecha del estreno para lanzar sus juguetes licenciados, entre los cuales estaba una Lilo de felpa con su muñeca Scrump y el muñeco de Stitch «2 en 1» que podía alternar entre su forma de mascota y la de Experimento 626, además de pronunciar frases en su dioma extraterrestre. El alto porcentaje de ventas de estos muñecos (en especial del peluche Aloha Stitch, también fabricado por Hasbro) fueron una señal de que Disney podía convertir a Lilo & Stitch en una de sus propiedades más lucrativas. La editorial Random House publicó nueve libros infantiles ilustrados, tales como una novelización de la película, titulada Lilo & Stitch: The Junior Novelization, y una introducción a la lectura para niños de edad preescolar, titulada Lilo & Stitch: Go, Stitch, Go!.
La promoción también incluyó concursos patrocinados por los aliados comerciales de la película en Estados Unidos, como lo fue la Red de Periódicos Central de Ohio, que invitó a enviar un formulario impreso para obtener mercancías oficiales, una comida en McDonald's y boletos para una proyección anticipada, en caso de ser uno de los cinco ganadores principales. Chicago Tribune abrió otro sorteo que premió con un paquete de productos como un afiche lenticular y un ejemplar de la banda sonora, además de una estancia de dos noches en el hotel Hilton Garden Inn de Chicago y pases para la proyección anticipada. En Argentina, el diario La Nación lanzó un concurso similar en conjunto con Disney y los cines Hoyts, al igual que los Almacenes París en Chile, cuyas vitrinas se llenaron con imágenes y productos de la película. Por la compra de pañales Huggies en Uruguay, un jarro de Lilo & Stitch venía como regalo, mientras que el diario Reforma de México obsequió cuarenta mochilas entre los jóvenes lectores que contestaron correctamente una trivia sobre los personajes.

## Estreno y recaudación
La premier de Lilo & Stitch se efectuó en el teatro El Capitán de Los Ángeles el 16 de junio de 2002 y contó con una parte del reparto, del equipo de producción y de los ejecutivos de Disney, además de celebridades como Priscilla y Lisa Marie Presley, Wynonna Judd, Phil Collins, Gregory Hines y Jodie Foster. Aunado a la temática hawaiana del evento, en el exterior del teatro se situó un enorme Stitch inflable y en uno de los salones se exhibieron objetos que conmemoraban la vida de Elvis. Mark Keali'i Ho'omalu estuvo presente con el coro infantil de las escuelas Kamehameha para cantar los temas que compuso para la película, acompañados por veintidós bailarinas de hula dirigidas por el consultor cultural Kunewa Mook. Otra premier se desarrolló en el Waikiki Twin Theatre de Honolulu el 18 de junio, a la que asistieron varias celebridades nativas de Hawái, como Tia Carrere, Jason Scott Lee, Malia Jones y Kelly Slater. Seguido de esto, una fiesta vip se realizó en el Hilton Hawaiian Village, donde el coro de niños cantó nuevamente. Por último, el 20 de junio se llevó a cabo una proyección privada con luau en Graceland —la antigua mansión de Elvis, ubicada en Memphis (Tennessee)—, con asociados de Disney y de la familia Presley entre sus 600 invitados.
Siendo la primera película en 2D de Disney en lanzarse en distintos mercados internacionales simultáneamente, Lilo & Stitch debutó en el mercado doméstico —el que comprende a Estados Unidos y Canadá— el 21 de junio de 2002. Se hizo con el segundo lugar de la taquilla del fin de semana al generar 35.3 millones USD, ubicándose por debajo de Minority Report con una diferencia de 416 913 USD. Ambas películas suponían una competencia entre Walt Disney Pictures y 20th Century Fox por obtener las mayores ganancias; representantes de ambas compañías se mostraron certeros de que sus respectivos lanzamientos serían el número uno de la taquilla doméstica. Sin embargo, en palabras de Gary Susman de Entertainment Weekly, Lilo & Stitch fue «la clara vencedora» en la medida del conteo de personas, «ya que gran parte de su recaudación provino de boletos a precio reducido vendidos a niños».
Durante su segundo fin de semana, la película recaudó otros 22.2 millones USD y se reubicó en el tercer lugar, quedando detrás de Minority Report y Mr. Deeds. En su siguiente fin de semana mantuvo el tercer puesto y continuó atrayendo familias por encima de otros éxitos del verano, como Spider-Man, Scooby Doo y Star Wars: Episode II. También fue entonces cuando superó a Minority Report al generar otros 12.6 millones USD, aunque el margen entre ambas películas continuó siendo estrecho. En las semanas restantes de julio —en los que superó la marca de los 130 millones USD— compitió exitosamente contra The Powerpuff Girls Movie y Hey Arnold!: The Movie, largometrajes basados en populares series animadas. En el promedio semanal registrado hasta el final de su exhibición en este mercado (el 26 de noviembre de 2002, su vigésima tercera semana), Lilo & Stitch logró una recaudación total de 145 794 338 USD, oscilando entre los puestos 17 y 38 de la taquilla.
Con su distribución en los mercados de Europa, Medio Oriente, África, Asia-Pacífico y América Latina, Lilo & Stitch recaudó 127 349 813 USD, lo que representa un 46.6 % de sus ganancias totales, cuantificadas en 273 144 151 USD a nivel mundial. Esta y Ice Age fueron las únicas cintas animadas que superaron la marca de los 100 millones USD en 2002, siendo Lilo & Stitch la primera de animación tradicional en lograr esto desde Tarzan en 1999. Aunque estas cifras no son equiparables con las del renacimiento de Disney, la inversión devolvió ganancias mucho mayores que las de The Emperor's New Groove y Atlantis: The Lost Empire. Además, se encuentra en el decimosexto puesto entre las 200 películas más taquilleras de ese año.
| Fechas de estreno y cifras de recaudación según Box Office Mojo |                     |                   |               |                          |                   |
| País                                                            | Fecha               | Recaudación (USD) | País          | Fecha                    | Recaudación (USD) |
| Canadá                                                          | 21 de junio de 2002 | 145 794 338       | Corea del Sur | 19 de julio de 2002      | 1 274 762         |
| Estados Unidos                                                  | 21 de junio de 2002 | 145 794 338       | Taiwán        | 19 de julio de 2002      | 662 624           |
| Italia                                                          | 21 de junio de 2002 | 3 722 118         | Egipto        | 7 de agosto de 2002      | 23 366            |
| Francia                                                         | 22 de junio de 2002 | 6 068 447         | Australia     | 5 de septiembre de 2002  | 6 952 780         |
| Países Bajos                                                    | 27 de junio de 2002 | 1 422 365         | Finlandia     | 6 de septiembre de 2002  | 6 068 447         |
| Brasil                                                          | 28 de junio de 2002 | 2 997 138         | Noruega       | 6 de septiembre de 2002  | 2 332 160         |
| México                                                          | 28 de junio de 2002 | 11 389 568        | Sudáfrica     | 6 de septiembre de 2002  | 592 313           |
| Austria                                                         | 4 de julio de 2002  | 1 398 886         | Turquía       | 6 de septiembre de 2002  | 46 997            |
| Alemania                                                        | 4 de julio de 2002  | 8 219 383         | Nueva Zelanda | 19 de septiembre de 2002 | 707 022           |
| Chile                                                           | 4 de julio de 2002  | 1 228 713         | Bulgaria      | 20 de septiembre de 2002 | 37 192            |
| Argentina                                                       | 5 de julio de 2002  | 1 077 313         | Reino Unido   | 4 de octubre de 2002     | 20 072 600        |
| España                                                          | 5 de julio de 2002  | 4 568 346         | Grecia        | 25 de octubre de 2002    | 460 000           |
| Polonia                                                         | 5 de julio de 2002  | 615 283           | Hungría       | 7 de noviembre de 2002   | 204 453           |
| Hong Kong                                                       | 11 de julio de 2002 | 1 094 049         | Japón         | 3 de agosto de 2003      | 22 712 669        |

## Recepción crítica

### En Estados Unidos, Canadá y Reino Unido
La película logró una amplia aceptación en el ámbito crítico, según lo indica su 87 % de aprobación en el recopilador de reseñas de Rotten Tomatoes, donde se enumeran 151 de estas (la mayoría en inglés). El veredicto editorial afirma que Lilo & Stitch es «más atrevida que la carta tradicional de Disney» y «explora los problemas de familia a la vez que presenta una historia divertida y encantadora». Metacritic utiliza un sistema de valoración similar y señala que las treinta reseñas registradas (veintiséis positivas, tres mixtas y una negativa) generan una nota favorable de 74 sobre 100. Por otro lado, las audiencias encuestadas por Cinemascore le dieron una calificación promedio de A en una escala de la A+ a la F. También figuró en las listas de los críticos Paul Malcolm (LA Weekly), Andy Klein (Dallas Observer, n.º 4) y Chris Kaltenbach (The Baltimore Sun, n.º 7) de los mejores filmes de 2002.
Roger Ebert del diario Chicago Sun-Times la describió como «una joya» y «una de las películas de dibujos animados más encantadoras de los últimos años», en tanto que Kenneth Turan de Los Angeles Times la destacó por ser «más suelta y menos obviamente formulada» que otras cintas animadas de Disney. Scott Mervis de Pittsburgh Post-Gazette opinó que «los personajes están excepcionalmente bien equilibrados» pese a ser dibujos animados, al igual que Daphne Gordon de Toronto Star, quien escribió: «Finalmente, una película de Disney con personajes que parecen gente real en lugar de estereotipos bidimensionales». Richard Corliss de la revista Time la calificó como «cautivadora», «brillante» y poseedora de «un inteligente sentido de la historia», mientras que Claudia Puig de USA Today resaltó los colores «ultravibrantes y abundantes» que retratan a Hawái, junto con el tono «encantadoramente atrevido» de la película. Desson Howe de The Washington Post destacó los «atractivos» fondos en acuarela y las escenas cómicas que se complementan con la animación, especialmente aquella en la que Lilo sincroniza sus labios con una canción de Elvis.
Ben Falk de BBC Online comentó que Stitch y Lilo crean una dupla «improbable» en el transcurso de una trama «conmovedora, graciosa y extraña», mientras que Spence D. de IGN exaltó la textura y el detallismo de los escenarios, junto con «la temática del marginado» que la película «lleva a nuevas alturas». A. O. Scott de The New York Times afirmó que el lado sentimental del argumento no resulta «deshonesto o tosco» y que «la inevitable domesticación de Stitch no lo despoja por completo de su carisma demoníaco». En contraste, Ed Park de The Village Voice criticó que «en su mayoría, la película es simplemente frenética y homilética: dos partes agotadoras del caos de Men in Black y una parte de valores familiares». Russell Smith de The Austin Chronicle simpatizó con algunos aspectos, como que «tiene todas las características de ser la visión personal de alguien, a diferencia de un “concepto” desarrollado en equipo», pero hizo comentarios menos entusiastas acerca del final —el cual calificó como «decepcionantemente blando y sentimental»— y las escenas de acción que parecen insertadas «casi como disculpas». Sin embargo, adujo que Lilo & Stitch «en realidad parece hacer todo lo posible para evitar el atractivo universal», con su escenario «sorprendentemente creíble y lleno de gente de clase obrera».
Como mérito al trabajo de los animadores, Tim Ryan de Honolulu Star-Bulletin afirmó que la película le hace justicia al encanto de Hawái con su animación «realista y de apariencia natural», al mismo tiempo que «la secuencia de surf con Nani y David Kawena es particularmente impresionante». Para Jerry Beck de Animation World Network, Lilo & Stitch «exuda gran encanto» y, junto con Treasure Planet y Spirit: Stallion of the Cimarron, es uno de los largometrajes animados de 2002 que manifiestan un carácter vanguardista. Otros críticos la consideraron similar —o incluso derivativa— de ficciones como Gremlins o E.T. the Extra-Terrestrial; entre ellos están Peter Bradshaw de The Guardian, Roger Moore de Orlando Sentinel, Ted Shen de Chicago Reader y Owen Gleiberman de Entertainment Weekly. Rene Rodriguez de Miami Herald la tomó como «una prueba de que la gente de Disney debería romper sus propias reglas con más frecuencia» y de que «aún existe vida en la animación tradicional». Por su parte, Loren King de Chicago Tribune comentó que «siempre es agradable ver a Disney salirse de la fórmula», pero añadió que Stitch le hizo «añorar a un compañero de juegos más parecido a Dumbo para Lilo» y menos a un «Pokémon después de demasiada cafeína».
Para Catherine Tunnacliffe de Eye Weekly, «la película tiene momentos de exuberancia salvaje» y es «un regalo para los ojos», pero no la consideró apropiada para adultos que no tienen hijos. Contrariamente, David Germain de Associated Press afirmó que existe un atractivo para diferentes públicos más allá de los elementos de ciencia ficción, debido al «mensaje de fe y resilencia» que corresponde a la «representación de las luchas económicas y domésticas de la vida real». Rebecca Long del sitio web Inverse aseguró que, por «debajo de su absurdidad», el filme captura bien «lo que se siente al anhelar pertenecer y luchar por ser comprendido»: «Temáticamente, también es más compleja que muchas de sus contemporáneas de Disney. La representación de la batalla de Nani con los Servicios de Protección Infantil, por ejemplo, no está embellecida ni bañada de azúcar». En el libro The Animated Movie Guide, Martin Goodman afirma que «lo que realmente hace de Lilo & Stitch una gran película es la unión gradual de una familia especial, una que parecía estar dañada más allá de toda reparación», junto con que «no hay una sola nota emocional falsa o manipulación cliché en el camino».

### En Hispanoamérica y España
Ernesto Diezmartínez del diario mexicano Reforma la consideró una película «modesta y menor» que presenta «alguno que otro guiño dirigido al público adulto» y un mensaje «típicamente disneyano». En el mismo medio, Julia Elena Melche la tomó como un caso en que «los números musicales han dejado de ser cursis y empalagosos para acercarse más a un humor disparatado y desmadroso», aparte de definir a Stitch como «un personaje realmente hilarante que vitaliza la historia desde su aparición». Diana Gonzales de El Norte la caracterizó como una cinta «extraña, pero atractiva [...] agresiva y tierna a la vez», aunque añadió una advertencia para los padres acerca de las escenas violentas.
En palabras de José David Cáceres del portal Miradas de Cine, «Lilo & Stitch es un film bastante alejado en principio de las formas habituales de la factoría [Disney], bastante cercano al anime, y cuyo mayor aliciente recae en su sentido del humor y en el extraordinario personaje protagonista, Stitch». Su reseña resalta el «tono desenfadado» de la película, pero menciona que el apartado técnico le pareció «excesivamente simple», puesto que los personajes humanos «son meros arquetipos, en especial David». Por otro lado, «el desenlace aparentemente apresurado es en realidad un excelente fragmento de cine de animación, lleno de idas y venidas, capturas y rescates, sin respiro y sin perder un ápice de humor». Martín Pérez del diario argentino Página/12 calificó a Lilo y Stitch como protagonistas «fuertes y llamativos» que transmiten «un sentimentalismo siempre natural», mientras que la reseña de La Nación aseguró que nada falta «para fascinar al público infantil [...] ni para subyugar a los espectadores adultos».
Jerónimo José Martín de la revista española Aceprensa afirmó que el guion «equilibra bastante bien los constantes gags físicos protagonizados por Stitch», un personaje que, en conjunto con «las inocentes trastadas» y la «tragedia infantil» de Lilo, da pie a algunas «secuencias de gran emotividad dramática y permite una bella reflexión sobre la integración racial y social». Para Pablo del Moral, reseñador del portal Cinencanto, «la ausencia de números musicales ayuda mucho al dinamismo de la narrativa», aunque el filme no marcó para él «la redención total de Disney», incluso aunque «evita la mayor parte de los clichés y fórmulas» que suelen asociarse con esta compañía. Sergio Benítez del portal Espinof también afirmó que Lilo & Stitch trae consigo el «indiscutible sello de Disney», pero termina «alzándose como una brillantísima rareza» entre los demás clásicos de la misma productora, sumándole a ello una nota perfecta de cinco estrellas.

## Premios y nominaciones
| Año  | Premio                                                                   | Categoría                                                          | Nominado                     | Resultado        | Ref.            |
| ---- | ------------------------------------------------------------------------ | ------------------------------------------------------------------ | ---------------------------- | ---------------- | --------------- |
| 2002 | Los Angeles Film Critics Association Awards                              | Excelencia en diseño de personajes y animación                     | Lilo & Stitch                | Mención especial | [ 185 ]         |
| 2002 | Premio Sierra                                                            | Mejor película animada                                             | Lilo & Stitch                | Ganadora         | [ 186 ]         |
| 2002 | Festival de Cine de Sarajevo                                             | Premio de la audiencia                                             | Lilo & Stitch                | Ganadora         | [ 187 ]         |
| 2002 | Premios de la Asociación de Críticos de Cine de Washington D. C. (WAFCA) | Mejor película animada                                             | Lilo & Stitch                | Ganadora         | [ 188 ]         |
| 2002 | Premios Golden Schmoes                                                   | Mejor película animada del año                                     | Lilo & Stitch                | Subcampeona      | [ 189 ]         |
| 2003 | Premios Óscar                                                            | Mejor película animada                                             | Chris Sanders y Dean DeBlois | Nominado         | [ 17 ]          |
| 2003 | Critics' Choice Award                                                    | Mejor película animada                                             | Lilo & Stitch                | Nominada         | [ 190 ]         |
| 2003 | Online Film Critics Society Awards                                       | Mejor película animada                                             | Lilo & Stitch                | Nominada         | [ 191 ] [ 192 ] |
| 2003 | Premios Artios                                                           | Mejor selección de reparto para una voz animada en un largometraje | Ruth Lambert                 | Ganadora         | [ 193 ]         |
| 2003 | Premios Golden Reel                                                      | Mejor edición de sonido en largometrajes animados                  | Lilo & Stitch                | Nominada         | [ 194 ] [ 195 ] |
| 2003 | Premios Golden Reel                                                      | Mejor edición de sonido en largometrajes animados - Música         | Kenneth Karman               | Ganador          | [ 194 ] [ 195 ] |
| 2003 | Premios Young Artist                                                     | Mejor actuación en un rol de voz – Edad de 10 o menos              | Daveigh Chase                | Ganadora         | [ 196 ]         |
| 2003 | Premios Young Artist                                                     | Mejor película familiar - Animación                                | Lilo & Stitch                | Nominada         | [ 196 ]         |
| 2003 | Premios Saturn                                                           | Mejor película animada                                             | Lilo & Stitch                | Nominada         | [ 197 ]         |
| 2003 | Premios Golden Trailer                                                   | Mejor animación/Familia                                            | Lilo & Stitch                | Nominada         | [ 198 ] [ 199 ] |
| 2003 | Premios Golden Trailer                                                   | La más original                                                    | Lilo & Stitch                | Nominada         | [ 198 ] [ 199 ] |
| 2003 | Premios Satélite                                                         | Mejor largometraje animado o de medios mixtos                      | Lilo & Stitch                | Nominada         | [ 200 ]         |
| 2003 | ASCAP Film and Television Music Awards                                   | Premio a los compositores de las películas más taquilleras de 2002 | Alan Silvestri               | Ganador          | [ 201 ]         |
| 2003 | Premios Annie                                                            | Mejor película animada                                             | Lilo & Stitch                | Nominada         | [ 18 ]          |
| 2003 | Premios Annie                                                            | Mejor dirección en una película animada                            | Chris Sanders y Dean DeBlois | Nominados        | [ 18 ]          |
| 2003 | Premios Annie                                                            | Mejor guion en una película animada                                | Chris Sanders y Dean DeBlois | Nominados        | [ 18 ]          |
| 2003 | Premios Annie                                                            | Mejor banda sonora en una película animada                         | Alan Silvestri               | Nominado         | [ 18 ]          |
| 2003 | Premios Annie                                                            | Mejor diseño de personajes en una Película Animada                 | Chris Sanders                | Nominado         | [ 18 ]          |
| 2003 | Premios Annie                                                            | Mejores efectos animados                                           | Garrett Wren                 | Nominado         | [ 18 ]          |
| 2003 | Premios Annie                                                            | Mejor voz en una película animada                                  | Daveigh Chase                | Ganadora         | [ 18 ]          |
| 2003 | Premios Annie                                                            | Mejor animador de personajes                                       | Alex Kupershmidt             | Nominado         | [ 18 ]          |
| 2003 | Premios Annie                                                            | Mejor diseño de producción en una película animada                 | Ric Sluiter                  | Nominado         | [ 18 ]          |
| 2003 | OFTA Film Award                                                          | Mejor película animada                                             | Clark Spencer                | Nominado         | [ 202 ]         |
| 2003 | OFTA Film Award                                                          | Mejor sitio web oficial de una película                            | Disney.com/stitch            | Nominado         | [ 202 ]         |
| 2003 | American Music Awards                                                    | Banda sonora favorita                                              | Lilo & Stitch                | Nominada         | [ 203 ] [ 204 ] |
| 2003 | Premio Ursa Major                                                        | Mejor largometraje antropomórfico                                  | Chris Sanders y Dean Deblois | Ganadores        | [ 205 ]         |

## Ediciones domésticas
Buena Vista Home Entertainment editó Lilo & Stitch en formato DVD y VHS el 3 de diciembre de 2002, para coincidir con la temporada navideña. Se vendieron más de 3 millones de unidades de ambas ediciones durante el primer día de lanzamiento, lo que generó 45 millones USD en beneficio a la compañía. El DVD presenta tres escenas eliminadas en diferentes etapas de producción, los cuatro «Inter-Stitch-Als», el cortometraje animado A Stitch in Time —que comprende más imágenes de Stitch metiéndose a otras películas de Disney, como Lady and the Tramp y One Hundred and One Dalmatians—, audiocomentarios de Chris Sanders y Dean DeBlois, los videos musicales de «Burning Love» de Wynonna Judd y «Can't Help Falling in Love» de A-Teens, el juego interactivo «Crea tu propio experimento extraterrestre» y los capítulos «En escena con los directores», «El estilo de Lilo & Stitch», «Las voces jóvenes de Hawái», «Animando el hula» y «Disneypedia: Hawái».
Lilo & Stitch: 2-Disc Big Wave Edition, el paquete de dos DVD editado por Walt Disney Studios Home Entertainment, salió a la venta el 24 de marzo de 2009. Además de la película y algunos de los suplementos del lanzamiento original, esta edición presenta nuevos audiocomentarios, el documental de dos horas The Story Room —que muestra entrevistas y grabaciones hechas durante la producción—, más escenas eliminadas —como el secuestro del avión Boeing 747—, esbozos de secuencias que no llegaron a animarse, una selección de minidocumentales —con más material del «detrás de escena»— y algunos juegos interactivos. Reseñas como la de IGN, DVD Movie Guide y DVD Talk destacaron estos contenidos por su calidad complementaria.
Desde el 11 de junio de 2013, Lilo & Stitch y su secuela Lilo & Stitch 2: Stitch Has a Glitch  estuvieron disponibles en un set de tres discos que contenía un Blu-ray con ambas películas —exhibidas en alta definición de 1080 píxeles— y dos DVD para los materiales adicionales. Desde entonces, esta colección ha tenido dos relanzamientos: uno el 31 de enero de 2017, que solo contiene el Blu-ray y un código para obtener una versión digital de ambos filmes en iTunes o Google Play, y otro el 9 de agosto de 2022, que incluye dos DVD y dos Blu-ray que también presentan una variedad de contenidos adicionales.
La versión añadida en 2020 a la plataforma de Disney+ contiene una escena modificada que originalmente se encontraba en versiones internacionales del filme y en el primer lanzamiento en DVD del Reino Unido, donde el cambio se hizo para obtener la clasificación «U» de «Universal» por parte del Consejo Británico de Clasificación de Películas. En dicha escena, Lilo se esconde de Nani debajo de un mueble cuyo espacio abierto bloquea con una caja de pizza, en lugar de meterse a la secadora como en la secuencia original. Esta fue una medida preventiva que pretendía no influenciar a los niños a meterse en lugares peligrosos como la secadora, pero los usuarios de Disney+ usaron las redes sociales para expresar su preferencia por la otra versión y asegurar que en realidad era inofensiva.

## Franquicia

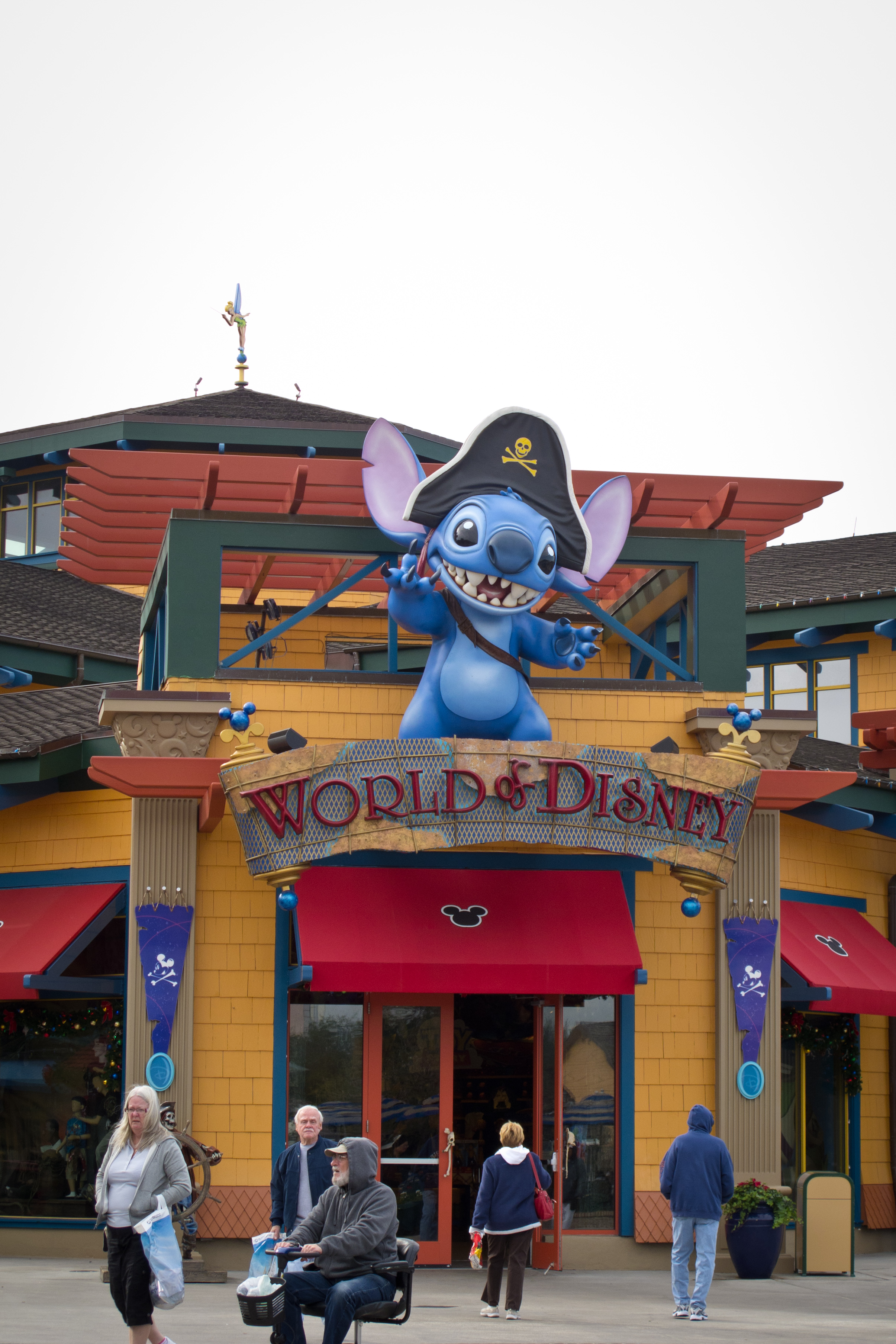
Stitch en el complejo de Walt Disney World Resort (Florida).

Lilo & Stitch es una marca registrada de Disney Enterprises, Inc., cuyas aplicaciones incluyen la producción de ropa, juguetes, accesorios e incluso más películas y series animadas de televisión. El lanzamiento del filme dio inicio a esta franquicia con la salida al mercado de los primeros productos licenciados. Para Stitch existe un registro separado, Disney Stitch, y ha aparecido por su cuenta en obras impresas como el manga Stitch & the Samurai (2020) y la serie de libros Agent Stitch (2022). Ashley Spencer de The New York Times destacó que el personaje, al igual que Mickey Mouse, se ha convertido en un embajador fácilmente reconocible de la marca Disney, que «no ha hecho más que crecer en popularidad entre los amplios sectores de consumidores», quizás porque «no tiene nacionalidad, raza ni edad», y aunque «canónicamente es hombre, una búsqueda de “Stitch” en Google sugiere que una pregunta popular es “¿Stitch es un niño o una niña?”».
Desde 2002, Disney California Adventure Park contuvo la atracción Lilo & Stitch's Ohana Luau en el Paradise Pier, que presentaba juegos interactivos para la familia con músicos y bailarines hawaianos. En noviembre de 2004, Magic Kingdom en Walt Disney World Resort aperturó la atracción Stitch's Great Escape!, que gira en torno al escape de Stitch de la Federación Galáctica mientras los invitados fungen como guardias de seguridad. Una figura de 39 pulgadas operada a mano representaba al alien, a la par que se activaban efectos en los asientos y se emitían algunos estímulos sonoros y olfativos (como el olor de un chili dog parcialmente digerido).  Hong Kong Disneyland y Tokyo Disneyland han abierto Stitch Encounter (en 2006 y 2015, respectivamente), una atracción que permite interactuar con Stitch a través de una gran pantalla; en Disneyland Paris recibió el nombre de Stitch Live! y se inauguró el 22 de marzo de 2008. Disney también ha incluido a los personajes en espectáculos en vivo como Disney On Ice y Stitch's Supersonic Celebration, aunque este último existió apenas de mayo a junio de 2009 en la sección de Tomorrowland en Magic Kingdom.
En materia de videojuegos, en 2002 hubo tres lanzamientos oficiales que presentan historias originales o que se apegan al argumento de la película, empezando por Disney's Lilo & Stitch de Game Boy Advance, desarrollado por Digital Eclipse y publicado por Disney Interactive el 7 de junio. Este consiste en asumir el rol de Stitch y desplazarse lateralmente para derrotar oponentes con un arsenal de armas, para luego atravesar los niveles de acertijos en el papel de Lilo —quien no porta armas, pero puede correr, saltar, trepar y camuflarse—, de manera que hay que salvarla del doctor Pestus y de las tropas extraterrestres que la tienen secuestrada. Le siguió Disney's Lilo & Stitch: Trouble in Paradise, desarrollado por Blitz Games para PlayStation y publicado por Sony Computer Entertainment el 19 de julio. Este juego con gráficos tridimensionales también permite alternar entre la niña y el alien con el propósito de recolectar flores, frutas, discos y otros ítems a través de Hawái, a la vez que se defienden de adversarios como Jumba y Pleakley —quienes actúan como cazarrecompensas— y se estrechan entre sí mediante el significado de ohana. El mismo día, Sony lanzó Disney's Stitch: Experiment 626 para PlayStation 2, desarrollado por High Voltage Software, cuya historia es una precuela y sigue a Stitch en mundos diferentes con perspectiva de tercera persona, mientras se abre camino con su arma o con habilidades propias para recolectar muestras de ADN y llevárselas a Jumba.

## Secuelas y adaptaciones
Los primeros guiones para una secuela de Lilo & Stitch fueron presentados en noviembre de 2001, mientras aún se producía la primera película. Varios grupos mostraron sus ideas y la mayoría de ellas giraban en torno a que Jumba había creado más experimentos. En marzo de 2002, Walt Disney Television Animation comenzó a producir Stitch! The Movie y Lilo & Stitch: The Series, que oficialmente continúan las aventuras de los personajes desde que se han convertido en una familia. Al respecto, Chris Sanders comentó: «Los derivados exploran algo que nunca pudimos explorar con nuestra película. Sentimos envidia de las personas que hacen esto; [Dean y yo] solo echamos un vistazo [a la producción] de vez en cuando». Varios de los actores principales han retomado sus papeles, aunque Daveigh Chase había crecido en 2005, así que Lilo fue interpretada por Dakota Fanning en la secuela Stitch Has a Glitch. A lo largo de los años, la franquicia ha seguido expandiéndose y cuenta ya con las siguientes secuelas y adaptaciones:
- Stitch! The Movie (2003), dirigida por Tony Craig y Robert Gannaway, es la primera continuación de la película y el preludio a Lilo & Stitch: The Series, en la que Chris Sanders fue un consultor.[242] Es un largometraje lanzado directamente a DVD y VHS que trata sobre la llegada de los «primos» de Stitch —los experimentos del 1 al 625— a Hawái, por lo que él y Lilo deben unir esfuerzos para capturarlos antes que el capitán Gantu.[243][244]

- Lilo & Stitch: The Series (2003-2006) continúa las aventuras de Lilo y Stitch por capturar a los experimentos de Jumba y convertirlos a buenos.[245] Es la primera serie de animación basada en una película de Disney creada específicamente para Disney Channel, aunque primero se transmitió en ABC Kids.[20][246]

- Lilo & Stitch 2: Stitch Has a Glitch (2005), dirigida por Anthony Leondis y Michael LaBash, es la secuela inmediata al filme original, por lo que se sitúa antes de Stitch! The Movie.[243] Es el segundo largometraje de la franquicia lanzado directamente a DVD, producido por DisneyToon en Australia,[241] y muestra cómo Stitch empieza a recobrar su comportamiento errático debido a un mal funcionamiento interno, lo que pone en riesgo su amistad con Lilo.[247][248]

- Leroy & Stitch (2006), dirigida por Bobs Gannaway y Tony Craig, es la tercera película lanzada directamente a DVD y actúa como el final de Lilo & Stitch: The Series.[243] En esta ocasión, Stitch debe enfrentar al experimento Leroy y sus clones, quienes fueron creados por Jumba bajo las amenazas del malvado doctor Hamsterviel.[249]

- Stitch! (2008-2011) es una serie de anime producida por Disney y Madhouse para la televisión japonesa. Está ambientada en una isla ficticia de Okinawa y presenta a una niña llamada Yūna como la nueva compañera de Stitch.[250][251]

- Stitch & Ai (2017), un dónghuà de trece episodios producido por Anhui Xinhua y Panimation Hwakai Media para el canal CCTV de China, traslada a Stitch a los montes Huang (en la provincia de Anhui), donde conoce a una niña llamada Wang Ai Ling y vive aventuras de estilo fantástico que mezclan la cultura tradicional china con la vida moderna.[252]

- Lilo & Stitch (2025) es la adaptación a imagen real de la película original, dirigida por Dean Fleischer Camp, que cuenta con Chris Sanders en la voz de Stitch, Maia Kealoha como Lilo, Sydney Elizebeth Agudong como Nani, Kaipot Dudoit como David, Zach Galifianakis como Jumba y Billy Magnussen como Pleakley.[253] Fue filmada en Hawái entre abril de 2023 y marzo de 2024, aunque atravesó algunos retrasos en su producción (como la pandemia de COVID-19 y la huelga de actores y guionistas de Estados Unidos).[21][254]